# ドイツ共産党
ドイツ共産党（ドイツきょうさんとう、ドイツ語: Kommunistische Partei Deutschlands  発音、KPD（カー・ペー・デー））は、かつて存在したドイツの共産主義政党。第一次世界大戦中の非合法反戦組織「スパルタクス団」を起源とする。ドイツ革命直後に結党され、ヴァイマル共和政期に国民社会主義ドイツ労働者党（NSDAP、ナチ党）とドイツ社会民主党（SPD、社民党）に次ぐ第三党まで上り詰めたが、1933年にナチ党が政権を獲得すると、国会議事堂放火事件を口実に活動を禁止された。第二次世界大戦後に西ドイツでも東ドイツでも再興したが、西ドイツでは1956年に戦う民主主義を理由に再び活動を禁止され、東ドイツでは1946年に社民党を強制合併してドイツ社会主義統一党（SED）となり、東欧革命で倒されるまで一党独裁制を敷いた。

## 概要
第一次世界大戦中、ドイツ社会民主党（SPD）の戦争支持の方針に反発した急進左派（極左）のカール・リープクネヒトやローザ・ルクセンブルクらが創設した非合法反戦組織「スパルタクス団」を起源とする。ドイツ革命でスパルタクス団指導者たちが釈放されるとスパルタクス団は十月革命に倣った革命扇動を開始したが、反革命化を強めていた社民党政権と対立を深めた（→ 前史）。1918年12月30日から1919年1月1日にかけての創立大会で「ドイツ共産党・スパルタクス団」を結成し、直後の1919年1月にスパルタクス団蜂起を起こすも社民党政権が出動させた義勇軍に殲滅されて失敗した（→ ドイツ共産党の創設 → スパルタクス団蜂起（1月蜂起））。
リープクネヒトとルクセンブルクが義勇軍に虐殺されたので、代わってパウル・レヴィが党の指導者となる。1919年にはコミンテルンに加盟し、1920年7月にはコミンテルン参加に賛成するドイツ独立社会民主党（USPD）左派と合同してドイツ統一共産党（VKPD）と改名したが、翌1921年には党名を「ドイツ共産党」に戻している。蜂起失敗の反省から、レヴィは一揆主義者の追放を断行し、社民党や労働組合の中の反指導部層との共闘を図るという「統一戦線戦術」を推し進めたが、コミンテルンの方針に異を唱えたことからコミンテルンの不興を買い、1921年2月に失脚した（→ レヴィ体制 → コミンテルン参加 → 独立社民党左派の合流 → 「統一戦線戦術」 → レヴィ失脚とブランドラー体制成立）。
代わってハインリヒ・ブランドラーが党の指導者となる。1921年3月、ソ連の国内事情からドイツ革命を欲したコミンテルンの指示を受け、マンスフェルトで武装蜂起を起こしたが、中央政府が派遣してきた軍に鎮圧されて失敗した（→ 1921年3月闘争の失敗）。
その後コミンテルンの方針変換を受けて、1921年8月の党大会で再び「統一戦線戦術」へ復帰したが、1923年のハイパーインフレーションで生活困窮した労働者が急進化する中、その受け皿となるチャンスを逃しかねない「統一戦線戦術」への批判が党内左派から噴出。1923年秋にはコミンテルンが再び暴力革命路線へ転じたため、ブランドラーは1923年10月に「統一戦線戦術」に基づいてザクセン州やテューリンゲン州の社民党左派の政権に共産党員を入閣させつつ、そこを拠点に革命軍事行動を開始しようとしたが、これも中央政府が送ってきた軍に鎮圧されて失敗した（→ 「統一戦線戦術」の復活 → 1923年10月の蜂起計画の失敗）。
この10月敗北の責任はブランドラーの「統一戦線戦術」に帰せられ、ブランドラーは失脚。代わってルート・フィッシャーやアルカディ・マズローなど党内左派を中心とする指導部が発足した。しかし、まもなくソ連のヨシフ・スターリンが左派レフ・トロツキーとの闘争を開始した関係で、1925年にコミンテルンは再び「統一戦線戦術」に回帰。フィッシャーやマズローはコミンテルンの方針に従ったものの、スターリンから忠誠を疑われて1925年秋に失脚した（→ ブランドラー失脚と左派指導部の成立 → 左派指導部と極左派の対立）。
代わってスターリンに忠実な親コミンテルン左派エルンスト・テールマンが党の指導者となった。テールマンははじめ中間派と指導部を形成して左派反対派を抑え込んだが、1928年になると左派政敵を始末したスターリンがブハーリンら右派政敵との闘争を開始したため、コミンテルンが再び左旋回。スターリンとテールマンは党内右派を粛清していき、1929年6月の党大会までには党のスターリン主義化を完成させ、もはやいかなる反対派も党内に存在する事は許されなくなった。また、党の極左化で「社会ファシズム論」に基づく社民党排斥を強化するようになり、その闘争においては国民社会主義ドイツ労働者党（NSDAP、ナチス）とも共闘するようになった。社民党系のドイツ労働組合総同盟（ADGB）への敵意も強め、その分裂を促して共産党系の革命的労働組合反対派（RGO）を結成させた（1928年ドイツ国会選挙 → フィッシャー失脚とテールマン体制の成立 → 党内派閥抗争激化 → テールマン個人独裁のスターリン主義政党へ → 「社会ファシズム論」とナチスとの共闘 → 革命的労働組合反対派）
1929年の世界恐慌以降、急速に支持を拡大させ、国会選挙でも勝利を続け、ナチスや社民党に次ぐ第三党の地位を確立したが、1933年1月にヒトラー内閣が成立すると禁止されて地下に潜った（→ 世界恐慌と共産党の台頭 → 1930年ドイツ国会選挙 → ナチス政権下）。
第二次世界大戦後に一時復興したが、西ドイツにおいては1956年に「戦う民主主義」を理由に連邦憲法裁判所から禁止命令が出されて解散させられた。東ドイツにおいては、終戦後の1946年に社民党を強制合併して、東ドイツの独裁政党社会主義統一党（SED）となり、1989年の東欧革命で倒されるまで一党独裁体制を敷いた（→ 戦後）。

## 党史

### 前史

#### スパルタクス団

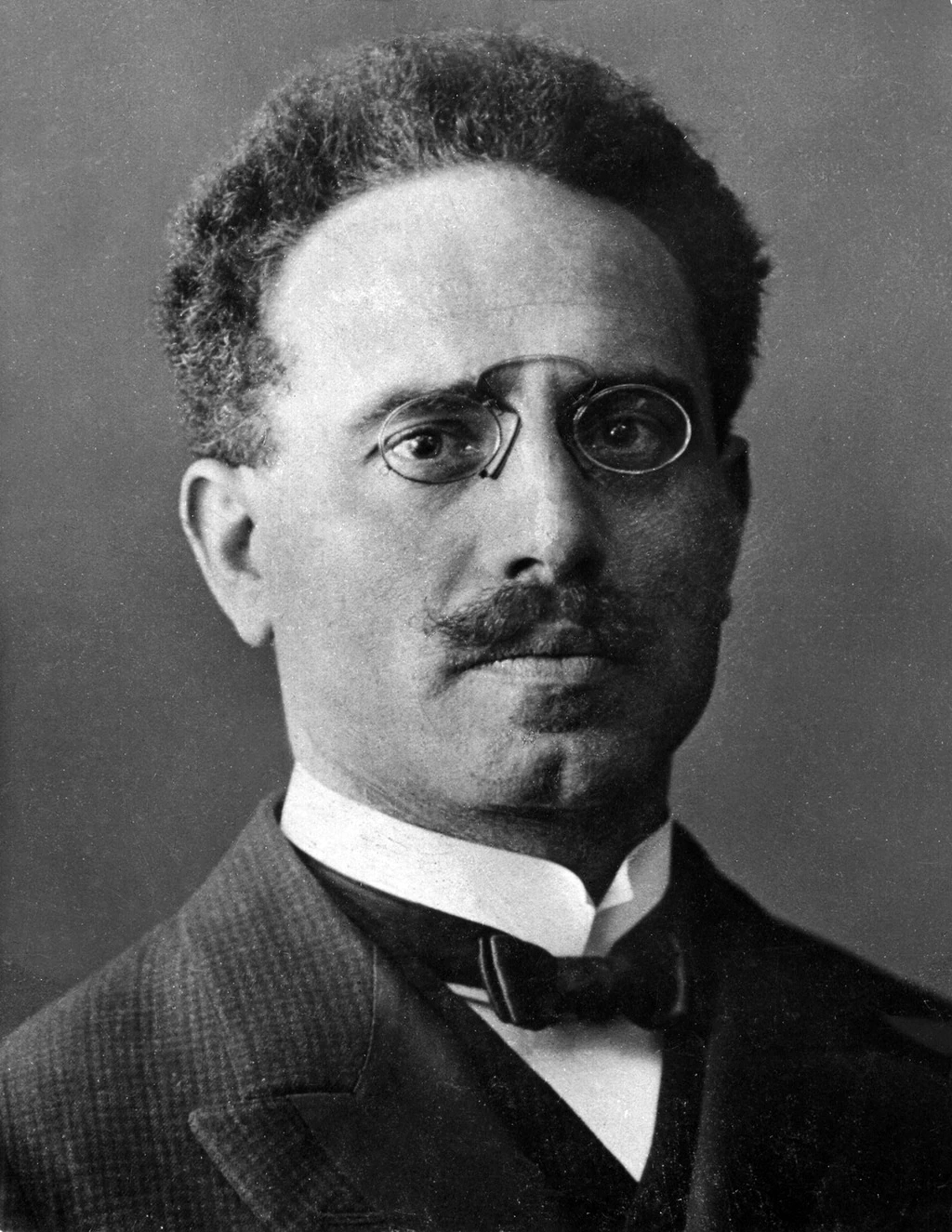
カール・リープクネヒト

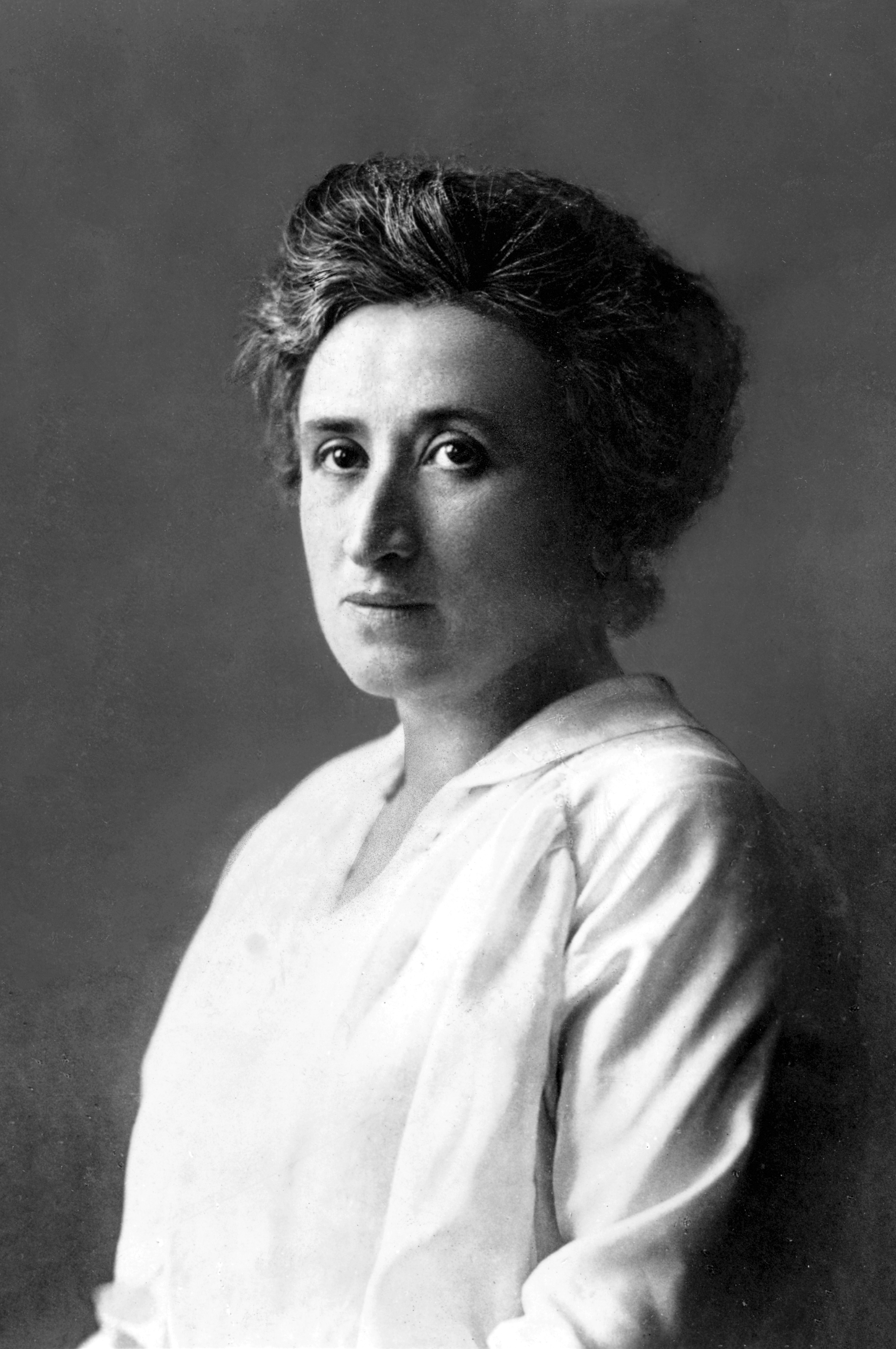
ローザ・ルクセンブルク

1914年8月1日にドイツはロシアに宣戦布告して第一次世界大戦に参戦した。ドイツ社会民主党（SPD）は党派争い停止(「城内平和」)を求める政府の呼びかけに応じて戦争を支持した。
しかしこの戦争を「帝国主義戦争」と捉えていたローザ・ルクセンブルクやカール・リープクネヒト、フランツ・メーリング、クララ・ツェトキンら党内の急進左派は反発し、1914年9月10日にもスイスで発行していた社民党系新聞紙上において党の戦争支持方針への公然たる反対声明を出した。この社民党急進左派勢力がドイツ共産党の源流となる。
戦争が長期化する中、反戦思想は徐々に大衆に浸透しはじめた。その状況をエルンスト・マイヤーは次のように語っている。「食糧危機の増大、住民が兵役と軍需品工場での労働にますます激しく駆り立てられること、ブルジョワ的併合論者が厚かましく立ち現れるようになったことが、反対派のための有利な土壌を作り出した。非合法のビラがますます大量にばらまかれるようになった。ツィンマーヴァルト会議のためにリープクネヒトが作った『城内平和でなく城内戦争を！』というスローガンは扇動的に大衆の中に染み込んでいった」。
反戦運動を行う非合法結社の創設を目指す急進左派勢力は、1916年1月1日にリープクネヒトの事務所に集まって全国協議会を開き、当時投獄されていたルクセンブルクが獄中からひそかに送った指針（戦争を支持したドイツ社民党、フランス社会党およびイギリス労働党は国際社会主義・労働者運動の裏切者であり、新しい労働者インターナショナルの創設が必要とする指針）を運動方針として採択するとともに『スパルタクス』という非合法書簡を発行することを決議した。この書簡ははじめ複写で広められたが、1916年9月からはレオ・ヨギヘスが警察の目を掻い潜りながら印刷で流布するようになった。この書簡の名から、この非合法結社は「スパルタクスロイテ」と呼ばれるようになった。
しかしリープクネヒトは1916年4月のデモで戦争反対を宣言して逮捕され、1年の懲役を終えて出獄していたルクセンブルクも7月に再び逮捕され、8月にはメーリングも逮捕された（ツェトキンはこの前年に逮捕）。主要指導者が軒並み逮捕されたことでスパルタクスの運動は停滞した。

#### 独立社会民主党
一方、社民党の主流派閥である「中央派」の中にも「城内平和」に否定的な者が徐々に増えていき、社民党の共同党首フーゴー・ハーゼを中心に平和主義的中央派「ハーゼ・グループ」が形成されるようになった。1915年春に戦争目的論争が勃発するとカール・カウツキーやエドゥアルト・ベルンシュタインら党の長老がハーゼを支持するようになり「ハーゼ・グループ」が勢いを増した。
この亀裂は帝国議会本会議における戦時公債の採決での社民党議員団の分裂という形で現れるようになり、1917年4月に潜水艦作戦とロマノフ帝政崩壊後のロシアに関する論争が起きたことで分裂は決定的となり、ハーゼを党首とする独立社会民主党（USPD）が分党した。
スパルタクス団はこの新党についても批判を加えていたが、一応参加することになった。その理由についてリープクネヒトは「我々が独立社民党に参加したのは同党を前進させ、同党を我々の鞭の届く範囲におき、最善の分子を同党から引き抜くためであった」と後に語っている。

#### 革命的オプロイテ
「スパルタクス団」と並ぶ急進左派勢力として「革命的オプロイテ(Revolutionäre Obleute)」がある。これはリヒャルト・ミュラーとエミール・バルトが指導するベルリンの金属労働組合の代表者の集まりであり、組合の公式の指導部に造反して軍需工場内において抵抗運動を拡大させ、1916年以降ドイツ全土にその組織を広げていた勢力である。1916年のリープクネヒトの判決の際にはストライキを組織し、1917年と1918年のストライキも彼らが主導した。
彼らも一応独立社民党に所属していたが、同党幹部会の決定には従わず、むしろ同党に自分たちの意見を押し付けることを目指した。
スパルタクス団がマルクス主義理論家集団でしかなく、労働者大衆と直接結びついていなかったのに対し、革命的オプロイテは多数の労働者大衆を掌握しているという特徴があった。そのためスパルタクス団は宣伝を専らとしてアジテーションで民衆を街頭に駆り立てようとするが、オプロイテは秘密裏に革命計画を推進しようとする違いがあり、スパルタクス団の派手な宣伝活動はオプロイテにとっては迷惑だった（計画が熟しないうちに警察に発見されて摘発される恐れがあるので）。オプロイテはスパルタクス団を「一揆主義者（プッチスト）」と批判し、スパルタクス団の方はオプロイテを「臆病者」と批判し合っていた。

#### ブレーメン左派

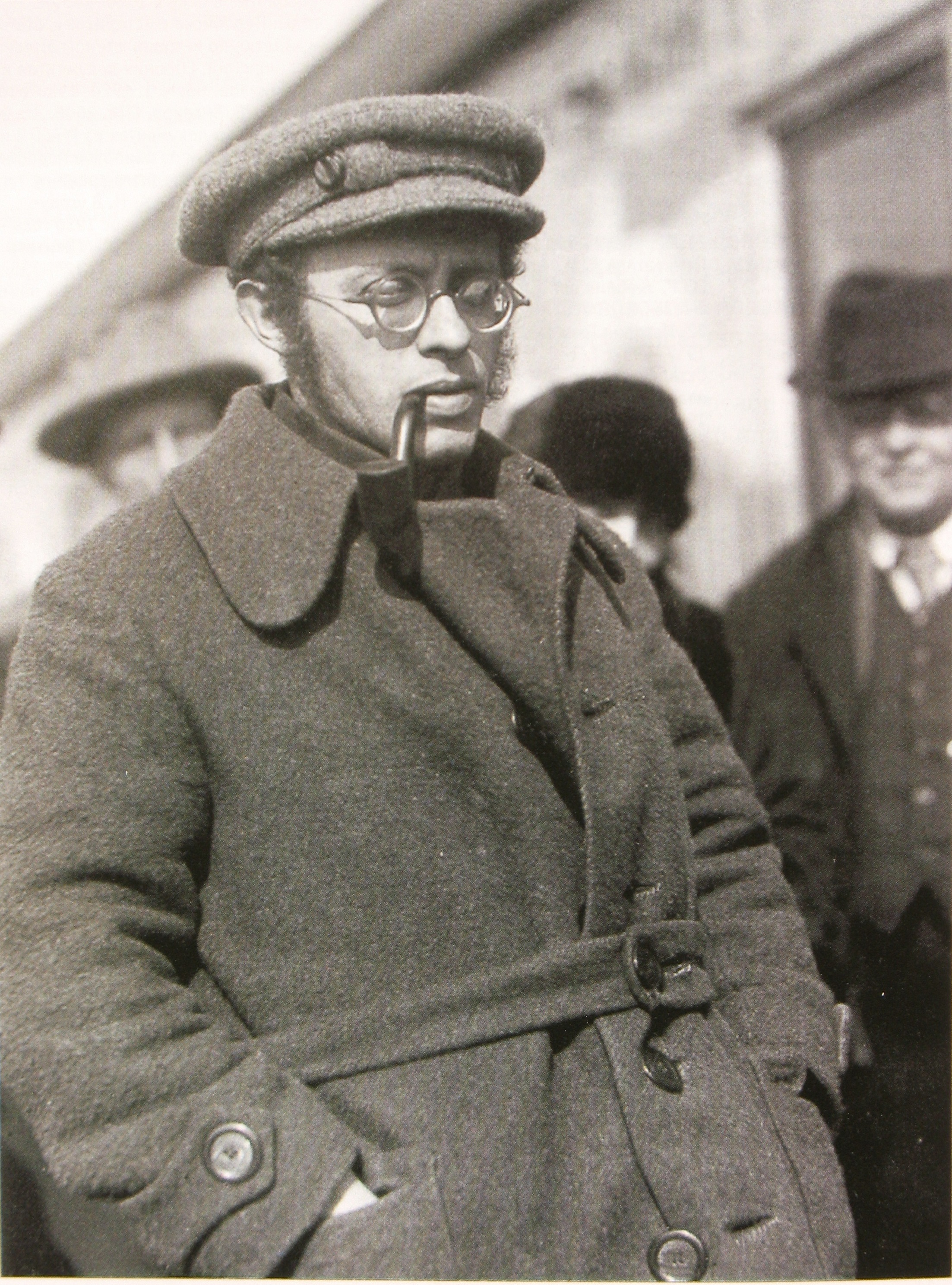
カール・ラデック

急進左派勢力としてもう一つ重要な勢力にブレーメン左派があった。彼らは機関紙の名前から『労働者政策』グループとも呼ばれた。ヨハン・クニーフとパウル・フレーリヒが『労働者政策』の編集員を務めていたが、その理論的立場はロシアのボルシェヴィキ指導者、ウラジーミル・レーニン、ニコライ・ブハーリン、そしてとりわけカール・ラデックから広範な支持を受けていた。
この派の影響力は専らブレーメンとハンブルクに限られ、独立社民党には当初から参加しなかった。
1918年11月には「ドイツ国際共産主義(IKD)」と改名した。

#### ドイツ革命
1918年10月4日に連合国との講和を目的とするバーデン大公子マクシミリアン内閣が発足し、社民党と中央党と進歩人民党が政権に参加した。マクシミリアンはアメリカ大統領ウッドロウ・ウィルソンが主張した「ドイツ軍部や王朝的専制君主は交渉相手とは認めない」という交渉資格の要求をクリアーするために議院内閣制導入など様々な改革を実施した。その一環で政治犯釈放が行われ、リープクネヒトやルクセンブルクなど反戦運動で投獄されていた急進左派人士が続々と釈放された。彼らは釈放後、前年に起きた十月革命を模範とした革命扇動を開始した。
11月3日から4日にかけて、無謀な作戦への動員を命じられたキール軍港の水兵たちが反乱をおこし、労働者がこれに加わって大勢力となり、キールは「レーテ」（労兵評議会）により実効支配された。他の主要都市でも次々と蜂起が起き、レーテが各主要都市を掌握するに至った。この「ドイツ革命」と呼ばれる反乱は兵士と労働者による自然発生的な大衆革命運動であり、スパルタクス団や革命的オプロイテなど急進左派勢力が組織したものではないが、レーテはロシア革命のソヴィエト(評議会)に酷似していたため、急進左派勢力は大いに沸き、これを推進すべくますます激しい革命扇動を行うようになった。
11月9日にマクシミリアンはヴィルヘルム2世の退位を発表して社民党党首フリードリヒ・エーベルトに内閣を譲って退任した。この日の午後2時頃に社民党政権のシャイデマンが共和国宣言を行ったが、これに対抗してリープクネヒトは午後4時頃に「社会主義共和国」宣言を行っている。

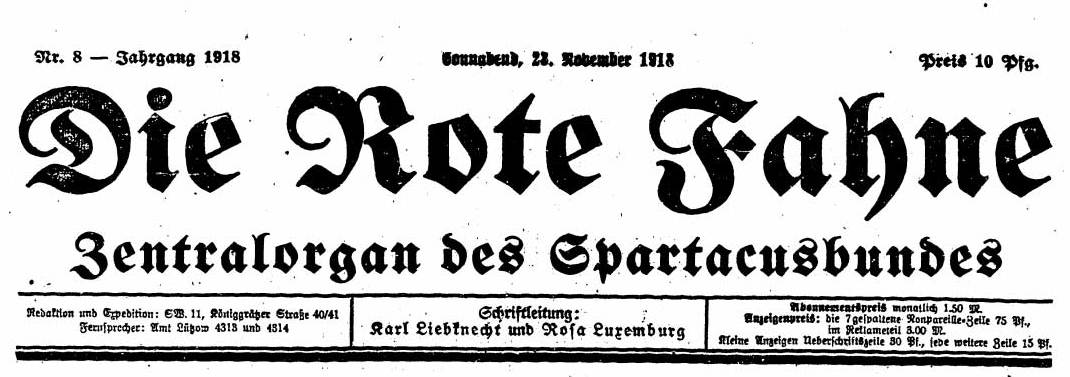
1918年11月23日のスパルタクス団機関紙『ローテ・ファーネ(赤旗)』

また同日スパルタクス団は『ベルリン・ローカル・アンツァイガー』紙の編集局を占拠してスパルタクス団機関紙『ローテ・ファーネ(赤旗)』編集局に変えた。ついで11月11日にスパルタクス団は指導部を創設し、リープクネヒト、ルクセンブルク、メーリング、ヨギヘス、マイヤー、パウル・レヴィ、ヴィルヘルム・ピーク、ヘルマン・ドゥンカー、ケーテ・ドゥンカー、パウル・ランゲ、ベルタ・タールハイマー、フーゴ・エーベルラインがそのメンバーとなった。このうちリープクネヒト、ルクセンブルク、タールハイマー、レヴィ、ランゲは『ローテ・ファーネ』編集局を構成し、ヨギヘスは全国指導部(組織部)、エーベルラインは労働組合部、ドゥンカー夫妻は夫人及び青年工作、ピークはベルリンでの工作、マイヤーは広報をそれぞれ担当した。

#### 社民党政権と急進左派の対立
1918年11月10日、エーベルト社民党政権は独立社民党に政権参加を呼びかけたが、独立社民党は政権参加の条件としてレーテによる全権掌握を要求、社民党は「一階級の一部の独裁であり、民主主義の原則に反する」としてこれに反対し、国民議会を招集すべきとした。結局、独立社民党が譲歩し国民議会招集を急がないことのみを条件として政権参加し、社民党と独立社民党が3名ずつ代表を出し合う仮政府「人民代表評議会」が創設された。
一方レーテ全権掌握（議会排除）を独立社民党以上に強力に要求する立場だったスパルタクス団や革命的オプロイテなど在野の急進左派勢力は、仮政府創設に反発を強めた。革命的オプロイテは別政府を作ろうと労兵評議会の扇動を開始したが、仮政府も対抗して労兵評議会の多数派工作を行い、結果11月10日に「ツィルクス・ブッシュ」で開かれたベルリン労兵評議会は人民代表評議会を承認する決議を出した。仮政府議長エーベルトは国民議会召集を急いでいたが、革命的オプロイテのミュラーはこれに反対し「国民議会への道は我が屍の彼方にある」と演説して「屍（ライヘン）ミュラー」と呼ばれた。
スパルタクス団のルクセンブルクも議会政治に反対してレーテ全権掌握を主張したが、彼女はロシア革命においてレーニンが取った手法には反民主的な物が含まれることを認め、それに批判を加えていた。そのため彼女は12月14日の『ローテ・ファーネ』紙上において発表したスパルタクス団綱領の中で国民議会かレーテかという対比から出発しつつ「プロレタリア革命は少数派の絶望的な試みではなく、何百万という人民の行動であり、その目的のためには何らのテロも必要としない」と宣言した。
しかしこの綱領は急進化するスパルタクス団の団員の革命熱を抑えることはできなかった。スパルタクス団は戦時中にはマルクス主義理論家を中心に構成されていたが、1918年11月の革命後は、革命的情熱こそ強いが政治経験や理論的思索が皆無の若い労働者、帰還兵、失業者などが大量に入団して多数を占めるようになっていたためである。

### ドイツ共産党の創設
1918年12月24日にベルリンで開かれたスパルタクス団の全国協議会には、ドイツ国際共産主義(ブレーメン左派)の指導者カール・ラデックが出席し、スパルタクス団とドイツ国際共産主義の合同が提案されたが、リープクネヒト以下スパルタクス団幹部の多数がそれを支持し、合同が決議された。
そして12月30日から1919年1月1日にわたって開かれた創立大会で「ドイツ共産党・スパルタクス団」が正式に創設された。革命を続行せよというレーニンの要求に無条件に従い、レーテによるプロレタリア独裁を目指すことが決議されるとともに、最初の中央委員にはリープクネヒト、ルクセンブルク、ヨギヘス、レヴィ、ピーク、ドゥンカー夫妻、エーベルライン、ランゲ、タールハイマー、マイヤー、フレーリヒが選出された。
初期の共産党は独裁政党ではなく、内部に意見対立が存在していた。この創立大会でもマルクス主義理論家（ルクセンブルク、リープクネヒトら）とそれより左の急進的活動家の対立が目立った。とりわけそれが顕著だったのが国民議会選挙参加問題の論争だった。リープクネヒトやルクセンブルクは国民議会選挙に参加することに賛成したが、代議員の多数を占める急進派はレーテ体制への信奉を急進的な反議会主義と解していたため、これに反対した。彼らに押される形で選挙参加戦術は圧倒的多数で否決されている。
この創立大会の後、革命的オプロイテにも「ドイツ共産党・スパルタクス団」への参加が要請されたが、彼らはその条件として選挙ボイコット決議の撤回、一揆主義の放棄、同等の立場での綱領作成、スパルタクス団という名称の削除を要求、スパルタクス団がこれを拒否したため決裂した（ただ革命的オプロイテは1920年以降ほとんど影響力を失い、そのメンバーの多くは共産党に参加している）。

### スパルタクス団蜂起（1月蜂起）

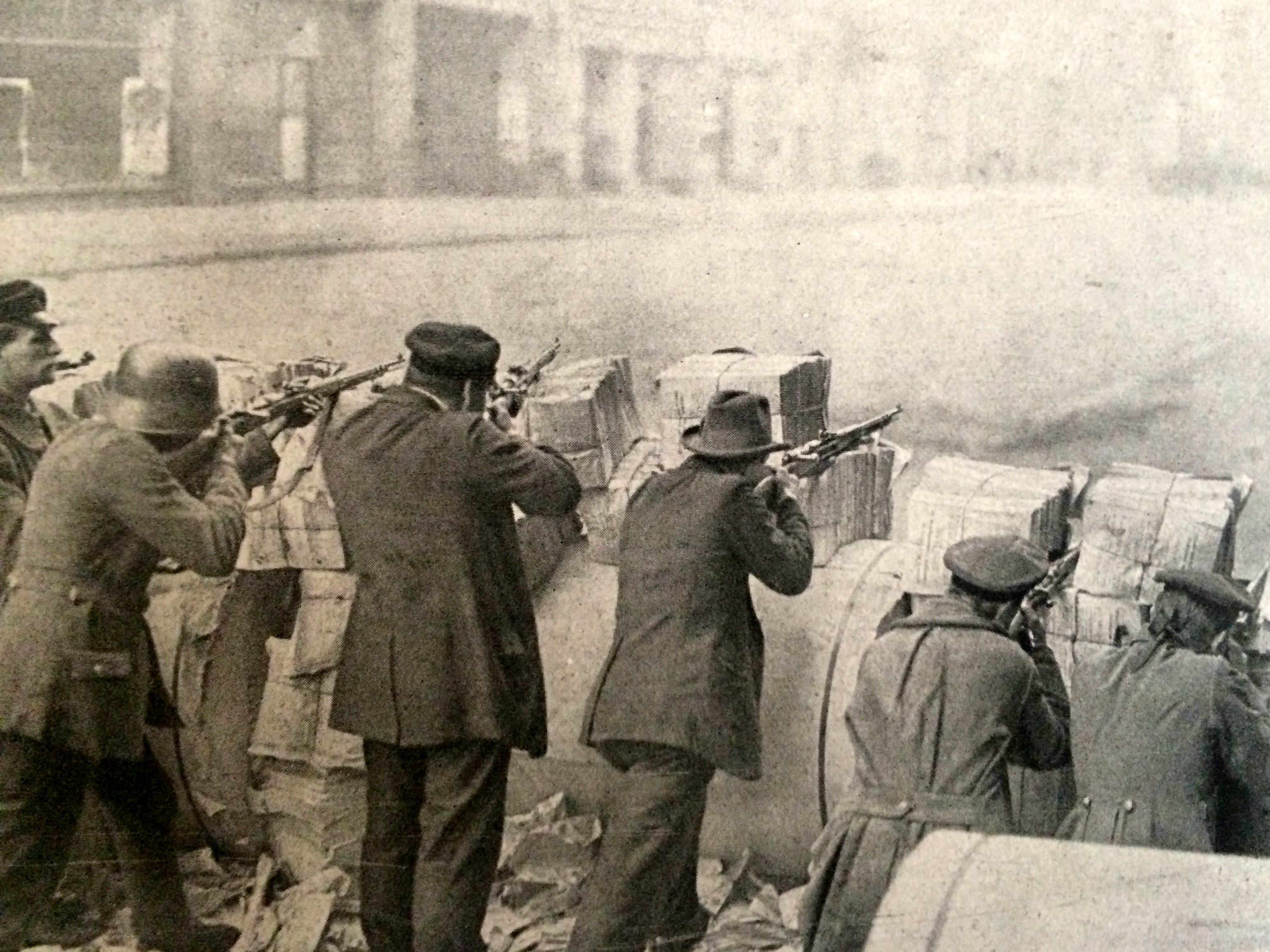
蜂起するスパルタクス団員

1918年12月24日、極左の人民海兵団が起こした反乱の鎮圧をめぐって社民党が発砲を許可したことに反発した独立社民党は社民党政権から離脱した。独立社民党はプロイセン州の社民党政権からも離脱したが、このときに革命的オプロイテに近い独立社民党のベルリン警視総監エミール・アイヒホルンが辞職を拒否したので、1919年1月4日に社民党政権は彼を罷免した。
これに反発した独立社民党、共産党、革命的オプロイテは労働者にデモを呼びかけることを決定した。この呼びかけに応じて1月5日にベルリンの街上に20万人を超える人々が結集し、社民党政権を糾弾する大規模デモが起きた。この日、警視庁にはオプロイテと共産党の指導者（共産党代表はリープクネヒトとピーク）が集まっていたが、予想外のデモの集まりの良さを見て、これを政府転覆の暴力革命へ転化させるべきか否かが論じられた。オプロイテのミュラーは反対したが、共産党のリープクネヒトや独立社民党の長老でオプロイテに近かったゲオルク・レーデブールは革命の時と主張した。結局政府転覆を目指す事が決議され、リープクネヒト、レーデブール、パウル・ショルツェをメンバーとする革命委員会が設置された。革命委員会はエーベルト政権の終焉と革命政府の樹立を宣言した。
デモ隊は夜には大部分が解散したが、一部は新聞街へ進撃し、社民党機関紙『フォアヴェルツ』編集局などを占拠した。これは革命委員会が予期した事態ではなく、革命委員会は夜通しで次の行動を議論したが、結局デモとゼネストの決定にとどまった。
翌6日には前日を上回る数の人々がデモに参加し、警視庁前に集まって革命委員会の命令を待ったが、革命委員会は終日協議を続けて結論を出せなかった。共産党指導部も分裂しており、リープクネヒトとピークを含む少数派は「武装蜂起による政府打倒」に固執したが、多数派は見込みがないとしてそれに反対した。夜になるとデモ隊は再び解散、革命の機運は雲散霧消した。革命委員会が結論を出せずにこの日を無為に過ごしたことは致命的となった。
その間、社民党政府はグスタフ・ノスケに最高指揮権を与えて反徒掃討のための義勇軍（フライコール）を編成していた。1月8日に義勇軍が出動し、建物を占拠している反徒たちへの攻撃を開始した。反徒たちは孤立無援の中でよく戦ったが、12日までには大勢は決した。その後は掃討戦となり、多くの反乱関与嫌疑者が十分な捜査もなく銃殺されていった。リープクネヒトとルクセンブルクも15日に市内の隠れ家で逮捕され、連行の途中で虐殺された。ちなみにルクセンブルクはリープクネヒトと違ってこの蜂起に反対していたが、リープクネヒトが決起した後には公然と彼を批判することができず、大衆に向けてはこの挙が成功するよう支援を呼び掛けるという曖昧な立場だった。

### ミュンヘン・レーテ共和国
バイエルン・ミュンヘンでは1918年11月8日の革命でヴィッテルスバッハ王政が打倒された後、独立社民党に所属するクルト・アイスナーを首相とする社民党と独立社民党の連立政権が作られた。アイスナー政権はレーテを敵視せず、むしろそれを積極的に自己の基盤としたためバイエルンの政情は比較的安定していた。
バイエルンにおける在野の極左勢力としては当初アナーキスト勢力があり、彼らが「ボルシェヴィスト」「スパルタキスト」と呼ばれたが、それはミュンヘンにおける共産主義者の結集が遅かったためだった。ミュンヘンにスパルタクス団グループが生まれたのは、1918年12月11日になってのことであり、当初マックス・レヴィーンによって指導された。レヴィーンは、反組織的な（＝プロレタリアの革命的意思を特定の政党の下に置くことに反対する）アナーキストとも共闘行動をとったが、それはスパルタクス団がまだミュンヘンに十分な基盤を持っておらず、また「前衛党による排他的指導」という後年の思想を確立させていなかったためだった。

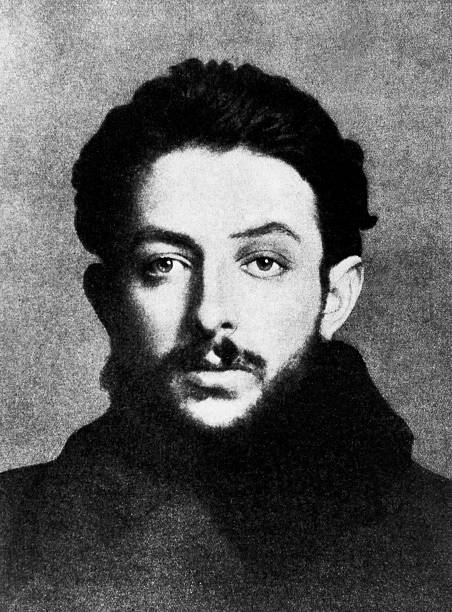
第二期の共産主義的レーテ共和国を指導したオイゲン・レヴィーネ

1919年2月21日にアイスナーが暗殺されると行動委員会が執行権を引き継いだが、レヴィーンもこの委員会の委員の一人に就任している。この事実はすでに共産党がミュンヘンにおいて無視できない勢力になっていたことを意味する。3月初めにベルリンからオイゲン・レヴィーネが送られてきて共産党を指導するようになると共産党は独自路線を取るようになり、原則として独立社民党やアナーキストの共闘を拒否するようになった。
事前のレーテの決議に基づいて3月17日のバイエルン議会で社民党のヨハネス・ホフマンが首相に選出されたが、ホフマンはレーテの決議を無視して独自の閣僚人事を行ったためレーテ勢力（独立社民党、アナーキスト、共産党）と対立を深めた。エルンスト・トラーを中心とした独立社民党やアナーキスト勢力はホフマン政権を倒してレーテ共和国を作る策動を開始したが、共産党は指導権が自分たちに属する計画のみに加わるとして参加を拒否した。4月7日にトラーがレーテ共和国の樹立を宣言するとホフマン政権はバンベルクへ亡命し、4月11日にはレーテ共和国とホフマン政権の間で交戦が始まり、バイエルンは内乱状態に突入した。
一方このレーテ共和国を「似非レーテ」と批判していた共産党は、オプロイテとともに新しいレーテを結成し、4月13日のレーテにおいて、現在のレーテ共和国の罷免と改めて共産主義的なレーテ共和国を樹立することを宣言した。この第二期の共産主義レーテ共和国を主導したのはレヴィーネと赤軍司令官に就任したルドルフ・エーゲルホーファー（キール軍港反乱の際の反乱水兵たちのリーダー）だった。
一方バンベルクのホフマン政権はベルリン政府に援軍を求め、それに応じて政府軍がバイエルンに派遣されてきた。武力介入の危機を前にレーテ共和国内は内部分裂を起こし、4月27日には激論の末に共産党が行動委員会から退き、レヴィーネも退任することになった。代わりにトラーが議長に就任し、ホフマン政権との妥協交渉を開始したが、ホフマン政権から拒絶された。
4月28日には赤軍が行動委員会を解散させ、ミュンヘンへ向けて進軍中の政府軍との決戦に備えた。政権から退いていた共産党も赤軍に依拠してこの絶望的な決戦に参加するしかなかった。4月30日にはミュンヘンが政府軍に包囲され、赤軍は人質として捕らえた者たちを銃殺した。5月1日から5月4日にかけてミュンヘン市内と郊外で政府軍と赤軍の戦闘が開始された。結局赤軍は破れてレーテ共和国は壊滅。その後ミュンヘン市内では政府軍による白色テロが吹き荒れた。レヴィーネも6月3日に軍法会議にかけられて死刑判決を受け、6月5日に銃殺された。レヴィーネは死刑判決を受けた際「我々共産主義者は皆、死によって休息するのだ」と述べたという。

### レヴィ体制

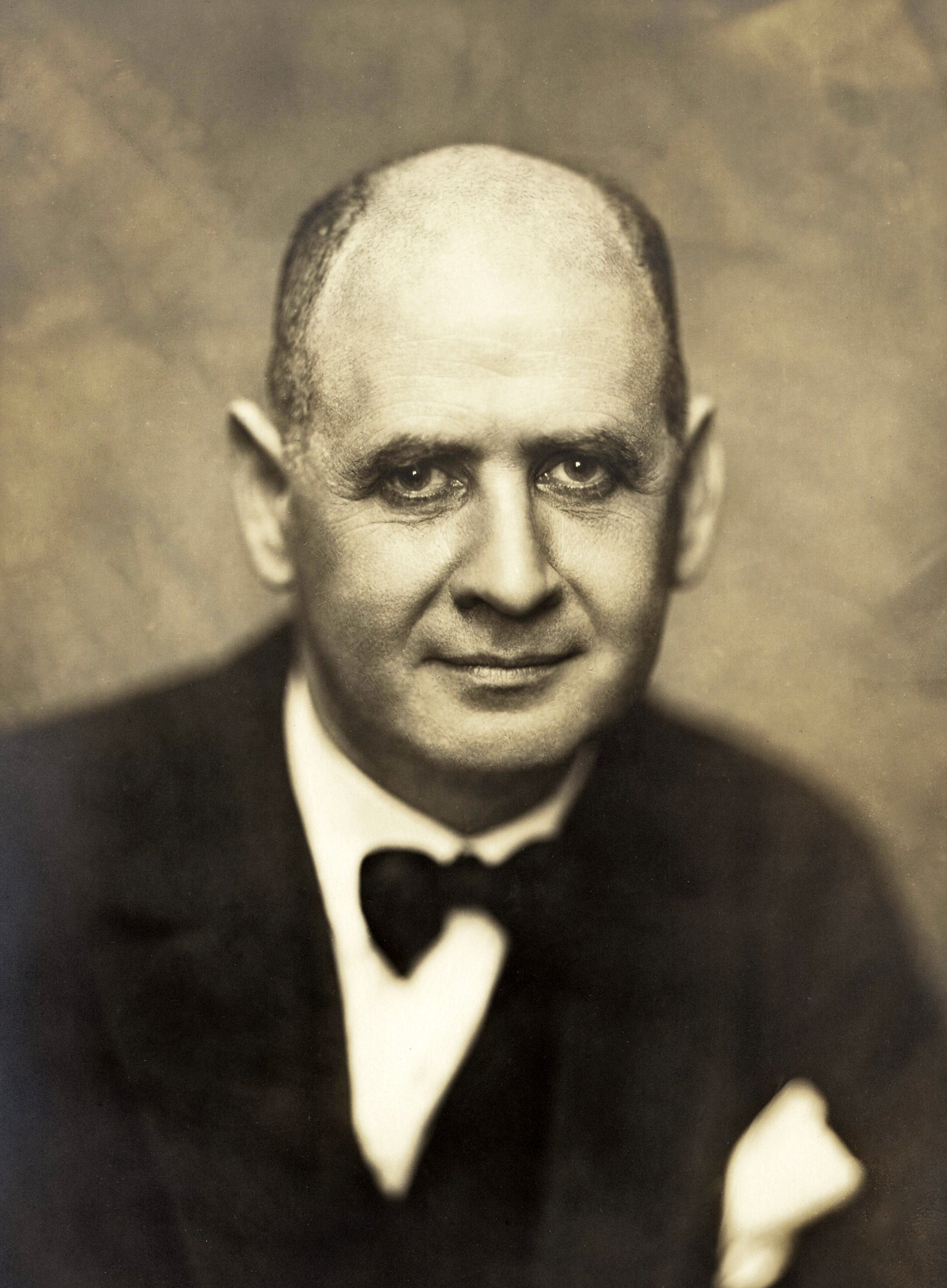
一揆主義者を党から追放したパウル・レヴィ

1919年1月蜂起でリープクネヒトとルクセンブルクが殺害された後、パウル・レヴィが党を指導するようになった。彼はルクセンブルクの信奉者であり、党の多数を占める極左分子の一揆主義には反対していた。
1919年3月にベルリンでゼネストと人民海兵団の蜂起があり、社民党政府は一月蜂起の時と同様に義勇軍を動員して武力鎮圧した。この際にレヴィ指導下の共産党は『ローテ・ファーネ』紙上でゼネストを呼びかけつつも武装蜂起には一貫して反対した。しかしその呼びかけもむなしく、多くの一揆主義者の共産党員が蜂起に参加し、義勇軍による反徒掃討を受けて多くの共産党員が虐殺された。その中には共産党指導者の一人ヨギヘスも含まれた。社民党政権は共産党を非合法化し、『ローテ・ファーネ』も発禁処分にした。4月からは戒厳令が布告され、多数の共産党員が党員であるというだけで投獄されるようになった。
このような状況下でレヴィは一揆主義者を党から追放する必要があると痛感した。1919年10月に非合法裡に開いた第2回党大会でレヴィは党の新方針を定め、その中で国会選挙参加方針を打ち出した（党内の反発を抑えるため、選挙参加は議会政治容認ではなく「革命的闘争への準備的手段」にすぎないと定義した）。また党は中央集権的組織でなければならないとし、「方針に賛成しない党員は党から排除される」と定めた。
一揆主義者はこの新方針に反発し、続々と共産党から離党した（彼らは1920年4月にドイツ共産主義労働者党(KAPD)として結集した）。分裂前には10万7000人を数えた党員数は、この分裂によって半分にまで落ち込んだ。特にベルリンの党員は反レヴィ派が多かったので大多数が離党している。

### コミンテルン参加
ロシアのボルシェヴィキは1918年から社会民主主義者の第2インターナショナルとは別の新しいインターナショナル（「コミンテルン」）を作ろうと策動していた。スパルタクス団のローザ・ルクセンブルクは新インターナショナル創設には賛成していたものの、それがロシアの道具となることには反対していた。
その立場からレヴィ指導下のドイツ共産党もコミンテルン創設には当初反対の立場を取った。1919年3月にモスクワで開催された「国際会議」にドイツ共産党代表として出席したエーベルラインは「我々はいまだ脆弱であるので第2インターナショナルと張り合ってはならない」と主張したが、それに対してロシア共産党（ボルシェヴィキ）のグリゴリー・ジノヴィエフは「我々は一つの大きな国で勝利したプロレタリア革命を持ち、さらに二つの国々で勝利に向かいつつある革命を持っている。だのに『我々はまだ弱い』とは！」と激高し、レーニンも「全世界におけるプロレタリア革命の勝利は確実である。国際的レーテ共和国は樹立されるであろう」と断じた。結局ドイツ共産党は圧迫されて反対票を投じることができず、コミンテルン創設が決議され、エーベルライン帰国後にはドイツ共産党はロシア以外の共産党として初めてコミンテルンに加盟することになった。

### 反ヴァイマル共和政・反ヴェルサイユ条約
1919年1月19日に行われた国民議会選挙に共産党はボイコットしていたため、2月6日からヴァイマルで開かれた国民議会に共産党議員はいなかった。国民議会では6月22日にヴェルサイユ条約が批准され、7月23日には当時世界で最も民主的と言われたヴァイマル憲法が可決されてヴァイマル共和政の基本体制が築かれた。共産党はヴァイマル憲法をブルジョワ共和政の憲法として批判し、ヴェルサイユ条約は西方帝国主義への抵抗とソヴィエト・ロシアとの連携という立場から反対した。
このヴェルサイユ条約反対の立場のために共産党はインターナショナルを標榜しながらナショナリスティックに振舞うことがあった。

### 独立社民党左派の合流

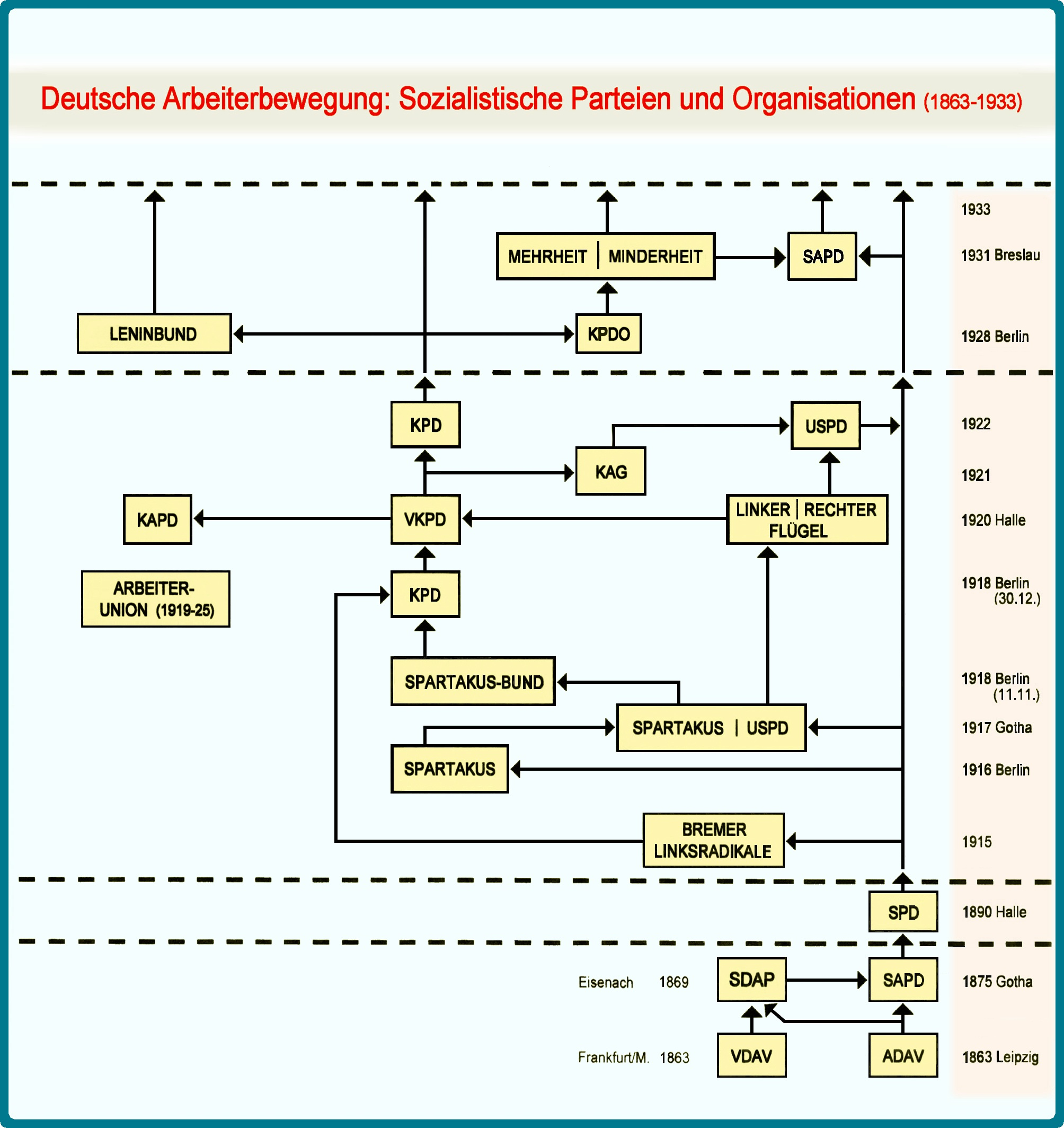
1863年から1933年のドイツ左翼政党の変遷図

独立社民党には右派と左派があったが、左派は共産党と大差がなく、とりわけ一月蜂起以降は共産党がレヴィの指導下に右派的な方針を取るようになったため、意見の違いがほとんど見られなくなっていた。
1920年7月のコミンテルン第2回世界大会には独立社民党も出席したが、この大会で独立社民党はコミンテルンからコミンテルン参加の条件として21か条を突き付けられ、コミンテルンへの絶対服従や「悪名高き日和見主義者」の追放（カウツキーやヒルファーディングなどの幹部の実名を例示していた）などを要求された。
10月の独立社民党大会は、コミンテルンがあらかじめ多数派工作を行っていたため、コミンテルン参加と共産党との合同が決議されたが、右派はこれに反発して独立社民党に留まることになった。コミンテルンの高圧的態度は左派からも反発を招いており、結局共産党へ移った独立社民党員は党員80万人のうち30万人、国会議員では4分の1にとどまった。
1920年12月4日から7日にかけて開かれた共産党と独立社民党左派の合流大会において共産党は「ドイツ統一共産党」（Vereinigte Kommunistische Partei Deutschlands、略称VKPD）と改名した（1921年8月の党大会で「ドイツ共産党」の党名に戻っている）。新たな中央部には議長としてレヴィとエルンスト・ドイミヒ、書記としてツェトキン、ヴィルヘルム・コェーネン、ハインリヒ・ブランドラー、オットー・ブラース、ヴォルター・シュトェッカー、ピーク、ヘルマン・レンメレ、部員としてアドルフ・ホフマン、タールハイマー、クルト・ガイヤー、フリッツ・ヘッケルト、オットー・ガエベルが就任。独立社民党と共産党それぞれ半数ずつで指導部を構成する形となった。

### 「統一戦線戦術」
レヴィは1921年1月に労働組合や社民党・独立社民党の組織との「統一戦線戦術」を打ち出し、共同活動のための最低綱領を「公開書簡」としてまとめ、その中に「賃金をインフレに適応させること」「プロレタリアの自衛組織を作ること」「ロシアとの関係を認めること」「経営レーテによる生産管理」などの条件を盛り込んだ。社民党執行部はこれを拒否したが、社民党の地方機関では公開書簡に基づく共同活動に賛成する者が多かったため、レヴィは社民党執行部の拒否の書簡を公表して統一戦線の宣伝をつづけた。
しかしその直後にレヴィが失脚する事件が発生した。

### レヴィ失脚とブランドラー体制成立
1921年初めに開かれたイタリア社会党（同党は大戦中に反戦を貫いたためドイツ社民党のような左右分裂が起きなかった）の党大会においてコミンテルンから派遣されたハンガリー人ラーコシ・マーチャーシュは同党から右派を追放してコミンテルンに加入させようとしたが、このやり口は右派のみならず中央派の怒りも買い、結局左派がイタリア共産党として分党することになった。この党大会にはレヴィも参加していたが、彼もラーコシに反対した。その後ラーコシはドイツにやって来てドイツ共産党に支持を求めたが、そこでレヴィは公然たるラーコシ批判を行った。レヴィはコミンテルンのやり口はセクトの利益のために大衆政党の発展を妨げていると考えていた。
しかし共産党内におけるコミンテルンの権威は絶対であったので、ラーコシを批判したレヴィは「調停派」「日和見主義者」とのレッテルを貼られるようになった。コミンテルンから送られてきたラーコシとクリスト・カバクチェフが中央委員会の過半数を獲得し、1921年2月の中央委員会総会においてレヴィ、ドイミヒ、ツェトキン、ホフマン、ブラースが指導部から解任された。
代わって「左派」（親ラデック派）や「ソヴィエト派」（ブランドラー、タールハイマー、フレーリヒ、シュトェッカー）が主導権を握るようになり、とりわけブランドラーによって党が指導されるようになった。

### 1921年3月闘争の失敗

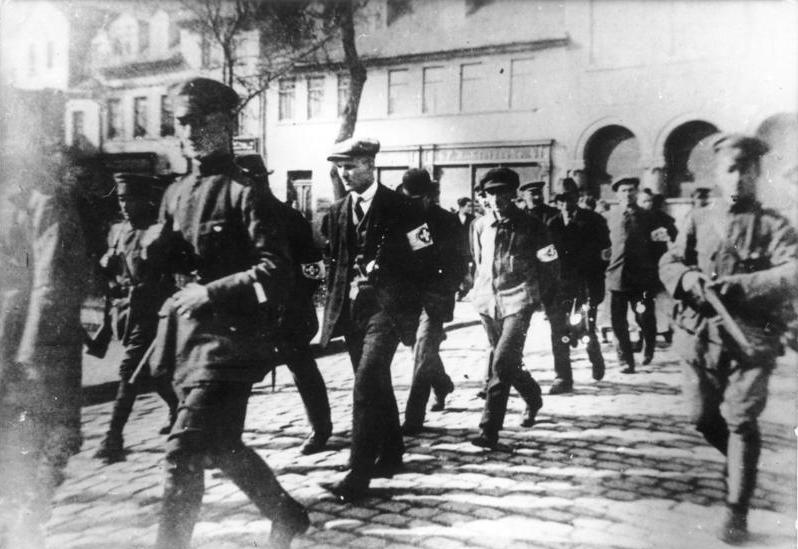
警察に連行される3月闘争で蜂起した共産党員

1921年3月にロシアでクロンシュタットの反乱が起こり、ソヴィエト体制は崩壊寸前に陥った。コミンテルンはソヴィエト体制を救うにはドイツ革命を起こすしかないとし、ハンガリー革命指導者クン・ベーラをドイツへ派遣。このクン・ベーラの指揮のもと、ブランドラー指導下のドイツ共産党は統一戦線戦術を破棄して、1921年3月に共産党が優勢な鉱山都市マンスフェルトを中心に3月闘争と呼ばれる武装蜂起を起こした。マンスフェルトを数日間支配することに成功したものの、中央政府が派遣してきた軍に掃討され、壊滅的失敗に終わった。
レヴィは小冊子『我々の道、一揆主義に抗して（Unser Weg. Wider den Putschismus）』を発刊して、3月闘争を一揆主義と批判し、それを扇動したコミンテルンやボルシェヴィキも批判した。しかし4月の中央委員会総会は「3月闘争は1919年闘争のごとき一揆主義ではなかった」とする見解を採択し、レヴィを中央委員会から追放した。5月に入るとツェトキンがレーニンを説得して3月闘争の失敗を認めさせ、クン・ベーラら攻勢主義者に有罪が申し渡されたが、レヴィの復権は認められなかった。その理由についてレーニンは「レヴィの言うことはすべて正しい。しかし彼は小冊子を書くことで党への裏切りを犯した」と述べている。
この騒動で党を追われることになったレヴィ、ドイミヒ、ブラース、ホフマン、ハインリヒ・マルツァーンらは共産主義労働者団（KAG）を結成した（同党は1922年に独立社民党に合流している）。
クン・ベーラも失脚し、コミンテルンの対ドイツ責任者はラデックに戻った。

### 「統一戦線戦術」の復活
1921年6月から7月にかけてのコミンテルン第3回世界大会は、3月闘争について誤謬があったとしつつも「自らの力で革命の進展に関与し、革命を促進し、それによって大衆に対する指導権を獲得しようとした最初の試み」と評価し、コミンテルンやロシア共産党への批判は許さず、レヴィの除名を承認した。そのうえで改良主義者との「統一戦線戦術」を進めることをドイツ共産党に指令した。この指令を受けてブランドラー率いるドイツ共産党は1921年8月の党大会で統一戦線戦術に立ち戻ることを決定した。
以降共産党は、統一戦線戦術のもと広範な階級闘争（賃金闘争、税金闘争、八時間労働とストライキ権の防衛など）に参加するようになり、労働組合や経営レーテにおいて勢力を拡大させた。社民党系の労働者陣営にも着実に浸食し、1921年後半から1922年にかけて（とりわけ1922年中）党は著しく強化された。
1921年終わり頃にザクセン州とテューリンゲン州の社民党員の間で共産党との提携を望む声が高まっていたことを受けて、1922年1月22日と23日の共産党中央委員会は社民党との連合政権を念頭にした「労働者政府」というスローガンを決定した。共産党がこれまで散々「裏切り者」扱いしてきた社民党最高幹部層との連合はさすがに不可能だったが、社民党の下部指導者や反幹部層と連合政権を作ることは可能との判断だった。
1922年6月24日にヴァルター・ラーテナウ外相が右翼テロ組織コンスルに暗殺されると反動に対抗してヴァイマル共和政を護ろうという大衆デモが広まった。共産党は「ブルジョワ共和政」を守る立場ではないが、統一戦線戦術に基づきこの運動に対する影響力を獲得しようとした。そのためブランドラーは党内左派の反対を押し切って、労働組合や社会主義諸政党との間に「共和国の民主化」（共和国保護法制定、軍事的秘密組織の解体、行政・司法・軍から反動を追放する等）を目指す「ベルリン協定」を締結した。しかし当時の共産党は貧弱な勢力だったし、社民党もブルジョワ諸政党との連立政策を放棄してまで徹底したいと思っていなかった。結局、この協定の内容で実現したのは1922年7月に成立した共和国保護法だけだったが、この法律も警察や司法は君主制復古主義者に対してではなく、専ら共産党に対して適用した。

### ルール闘争
1923年1月11日、ヴェルサイユ条約不履行を理由にフランス軍がルール地方を占領した。この横暴にドイツ中で怒りが巻き起こり、ヴィルヘルム・クーノを首相とするドイツ政府（中央党、民主党、人民党、バイエルン人民党というブルジョワ諸政党の連立政権）は「消極的抵抗」（占領地内の公務員に占領軍の命令に従うことを禁じ、またドイツ人が石炭の提供と運搬を行うことを禁止）を呼びかけた。この呼びかけは国民から熱烈に支持され、社民党もブルジョワ諸政党も軒並み支持した
一方共産党はルール占領に先立つ1月7日の独仏共産党代表者会議でフランス帝国主義の危険に対抗して独仏の革命勢力を結集させる事に合意していたため、「ポアンカレをルールで、クーノをシュプレー川で打倒せよ」というスローガンのもとに独仏双方のブルジョワに対する闘争を開始したが、まもなくドイツ共産党はドイツ政府に対する闘争を二の次にしてフランスに対する消極的抵抗を徹底的に支援するという方針に切り替えた。これは1922年4月にソ連政府とドイツ政府の間にラッパロ条約が結ばれて以来、ソ連がドイツよりも英仏を危険視してフランスによるルール占領を批判していたためである。今やソ連はドイツ革命を起こすことよりもドイツ全体を反西欧闘争に駆り立てる方が自分たちの利益になると考えていたのである。
ルール闘争中、ドイツにハイパーインフレーションが到来した。ハイパーインフレーションは労働者の生活を困窮させ、労働者大衆を先鋭化させた。社民党指導部はその救済手段を打ち出せなかったので、共産党がこうした層を取り込むのは容易なはずであった。ところが当時共産党が掲げていた「統一戦線戦術」「労働者政府」方針は、革命行動を抑える物であったので、先鋭化している大衆の受け皿になるチャンスを逃しかねない物だった。これを危惧したルート・フィッシャー、アルカディ・マズロー、エルンスト・テールマンらは、あまりにコミンテルンに忠実なブランドラーの右派的方針を批判して党内左派を形成するようになった。

### 1923年10月の蜂起計画の失敗

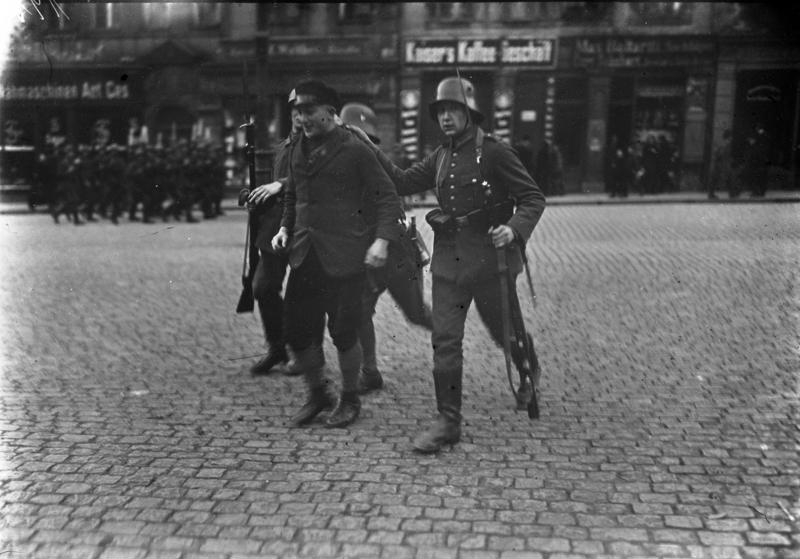
1923年10月のザクセン。軍によって逮捕される共産党員

1923年秋にドイツ政府がルール闘争を中止して英仏と手を結ぼうとしていることが明らかになるに及んで、コミンテルンは再びドイツに暴力革命を起こす方針に転換した。モスクワに召還されてその指令を受けたブランドラー以下ドイツ共産党指導部は同地で武装蜂起計画を練ってから10月初めにドイツへ帰国。その計画とはザクセン州やテューリンゲン州の社民党政権に参加して各部署を引き継いだ後、中部ドイツから軍事的出撃を行うことだった。
ザクセン州ではルール闘争中に社民党左派エーリヒ・ツァイグナーを首相とする内閣が組閣していたので共産党の入閣は容易であり、10月10日にも共産党のブランドラー、ヘッケルト、パウル・ベトヒャーが入閣した。ついで10月16日には、同じく社民党左派のアウグスト・フレーリヒが首相を務めているテューリンゲン州政府に共産党のカール・コルシュ、テオドール・ノイバウアー、アルビン・テンナーが入閣した。共産党はこの2州で赤色軍事組織の編成を開始し、その指揮を執るためにソ連から数百人の将校が送り込まれた。
事態を危険視したベルリン政府は10月20日にも大統領緊急令によりザクセン政府の解任を宣言し、国防軍をザクセンへ出動させた。共産党はこれに対抗してゼネストと武装闘争を決定したが、社民党左派から武装蜂起の同意を得られなかったため、共産党も退却を決定するしかなくなった。しかしこの武装蜂起中止の決定より早くハンブルクに伝令が送られてしまい、10月24日から26日にかけてハンブルクで数百人の共産党員が武装蜂起を起こした。この蜂起は大衆から孤立しており、数万人のスト中のドック労働者すら蜂起に参加させられないまま警察に鎮圧された。
国防軍はさしたる抵抗にあうこともなく10月29日にザクセン首都ドレスデンへ入城し、10月30日にザクセン州政府を解体した。数日後にはテューリンゲン州政府も同様の末路をたどった。ザクセン州政府解任に抗議する共産党のゼネストアピールも全国で弱弱しい反響しか引き起こさなかった。
蜂起計画はまたも完全な失敗に終わり、11月23日には中央政府によって共産党は再び非合法化された。

### ブランドラー失脚と左派指導部の成立

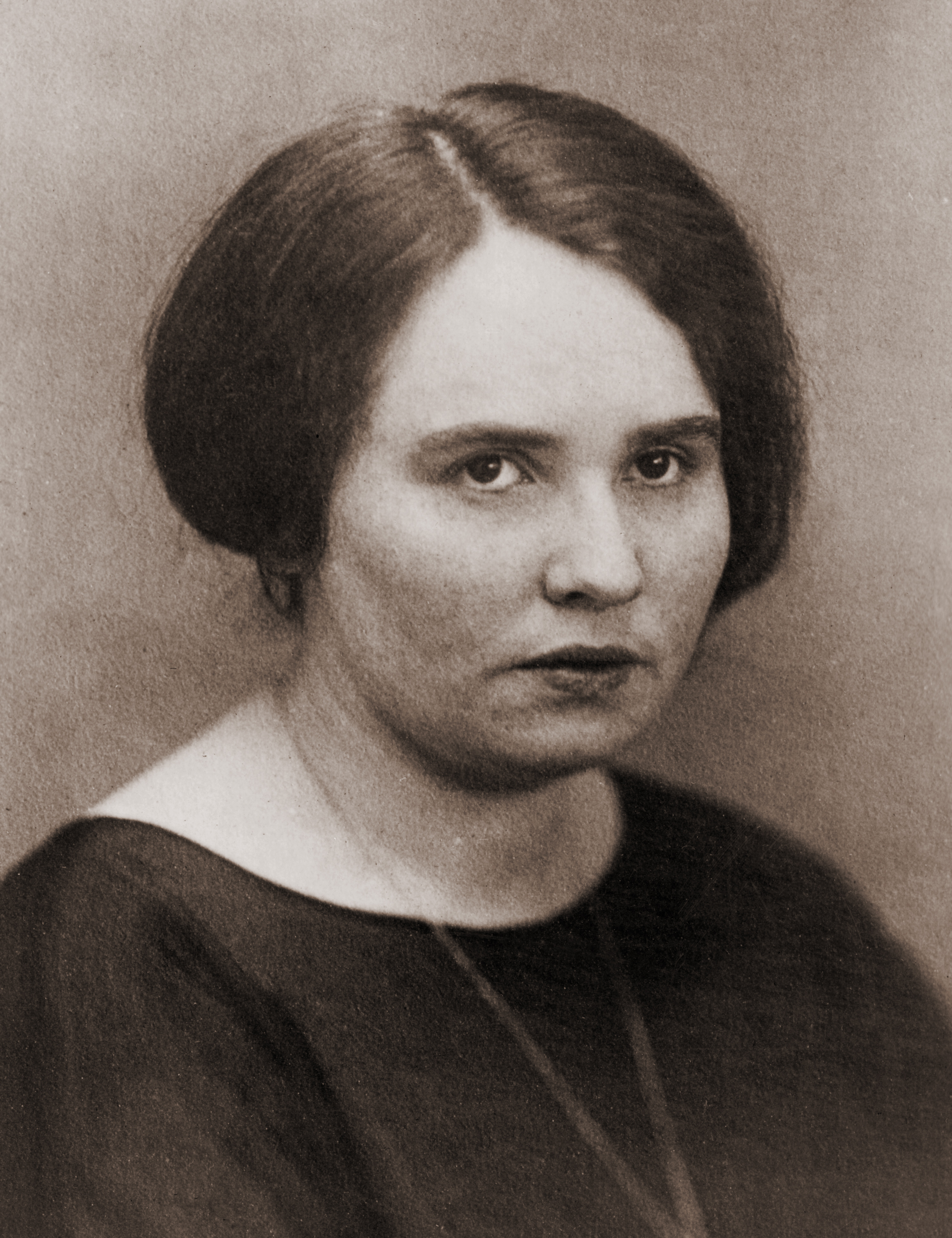
左派指導部の中心となったルート・フィッシャー

武装蜂起を命じたコミンテルンやロシア共産党は例によって責任を取らず、責任はブランドラーが取らされることとなった。それに乗じて、もともと「統一戦線戦術」に批判的だった党内左派は、10月敗北の原因を右派ブランドラー指導部が「統一戦線戦術」で社民党との連携を重視して革命を裏切ったためだと批判するようになった。
コミンテルン内ではラデックが依然としてブランドラーを擁護したが、ジノヴィエフは左派と手を結ぶ用意を始めていた。折しもソ連ではレーニンの後継者を巡る権力闘争の最中であり、トロイカ（ジノヴィエフ、カーメネフ、スターリン）とトロツキー及びその友人ラデックの対立が起きていた。そのため両陣営間で10月敗北の責任の押し付け合いが発生し、最終的にはブランドラーとラデックに全責任があるとされた。
たださしあたってブランドラーは解任されず、ブランドラーを中心とする右派、テールマン、フィッシャー、マズローら左派、その間の中間派で派閥抗争が行われるようになった。しかしまもなく左派が圧倒的に有利となっていった。1924年2月19日のハレでの第4回中央委員会ではテールマンがブランドラーを激しく攻撃。中央委員会は全会一致で指導部の入れ替えを行うことを決議した。
1924年3月1日に共産党禁止が解除されたが、依然として共産党指導者には逮捕令が出ている者が多かったので4月7日にフランクフルトで開かれた党大会は非合法理に行われた。党大会の代議士は四分の三を左派が占めたため、左旋回の方針が採択された。これまでの右派の方針、すなわち日常的スローガン（賃上げ要求など）から過渡的諸要求（生産管理、労働者の武装など）を経て最終目標（プロレタリア独裁、武装蜂起）へ向かうことで大衆を改良主義の「低地」から革命的共産主義の「高地」へ導くことができるとする方針は「大衆の改良主義的幻想を強めただけだった」として否定され、「政権奪取、すなわちブルジョワの打倒、ブルジョワ国家機構の破壊、レーテ独裁樹立と社会主義建設は、進化によってではなく革命によってのみ生まれる」「共産主義者は資本家、国粋主義者および改良主義者に反対し、ドイツ労働者階級をブルジョワジーに対する勝利に、またレーテ権力の樹立に導くであろう」と定めた。これにより共産党は再び「統一戦線戦術」を放棄して社民党の完全な解体を目指すことになった。党指導部の選出も左派が圧倒的多数を占め、テールマンもこの際に政治局入りを果たした。党の指導権はフィッシャーとマズローによって握られるようになった。
続く数か月で左派指導部は中間派を解体し、ハレ＝メクセブルクやエルツ山地＝フォークトラントのような、なおも指導部に反抗していた地区を従わせることに成功した。
コミンテルン第5回大会（1924年6月17日-1924年7月8日）ではドイツ共産党代表団は、一致団結して右派（特にラデック、ブランドラー、ツェトキン）を批判した。

### 左派指導部と極左派の対立

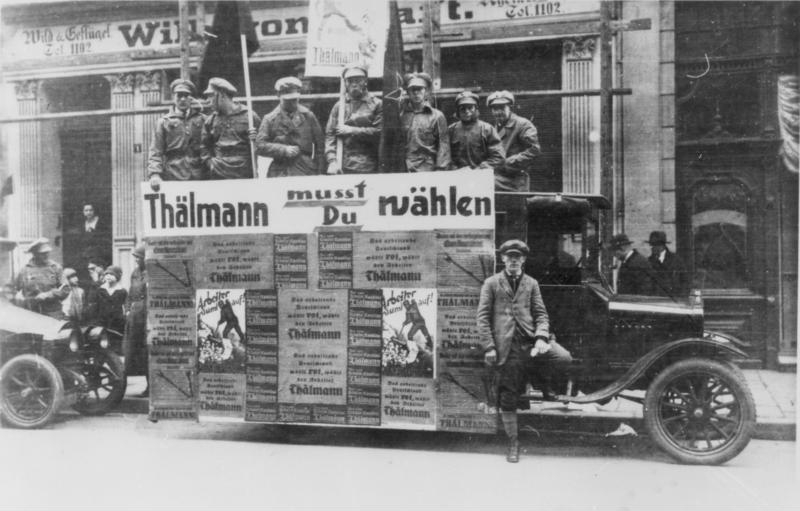
1925年3月の大統領選挙で選挙活動するドイツ共産党員たち。

しかしドイツはじめ西ヨーロッパはすでに戦後混乱期を抜けて安定期に入っており、もはや左派の持論たる世界革命の芽は無くなりつつあった。1924年10月になるとスターリンがトロツキーの世界革命論と袂を分かち、孤立したロシアにおける社会主義建設とその他の世界における資本主義の一時的安定が並存するという見解を有するようになった。それに伴ってコミンテルンやソ連外共産主義の役割も、世界革命ではなく、ロシアにおけるボルシェヴィキの支配を強化し、また世界におけるソ連の地位の確立に貢献することへと変化していった。
その立場から1925年3月から4月のコミンテルン執行委員会拡大総会は、ブランドラーとタールハイマーの除名を宣言すると同時にフィッシャー、マズローのグループに対して右旋回を受け入れるよう圧力をかけた。すなわち社民党系労働者と連携して社民党指導部と対決し、ソ連を包囲しようとする企図に対抗する統一戦線を構築しなければならないとする方針である。フィッシャーは権力を手放すまいとコミンテルンの再度の「統一戦線戦術」の方針に従ったが、ヴェルナー・ショーレムら「極左派」は反発し、左派指導部が分裂することになった。
このスターリンとコミンテルンの態度変化に直面して左派を支援していたジノヴィエフもついに「ドイツにおける資本主義の一時的安定」の事実を認め、「ドイツにおける第二の革命を準備する基盤にあくまで踏みとどまる」ことを要求するようになり、極左派を批判するようになった。
後ろ盾をなくした極左派は不利になり、1925年7月の党大会ではフィッシャー、マズロー、テールマンら左派指導部が極左派に対して勝利を収めた。そして党大会は「社会民主主義的反革命を打ち破ることは共産党の主要任務」「共産党が唯一の労働者政党としてプロレタリアートの指導権を獲得しなければならない」としながらも、社民党系組織が反ボルシェヴィキ扇動に反対するならば連携する用意があることを決議した。

### フィッシャー失脚とテールマン体制の成立

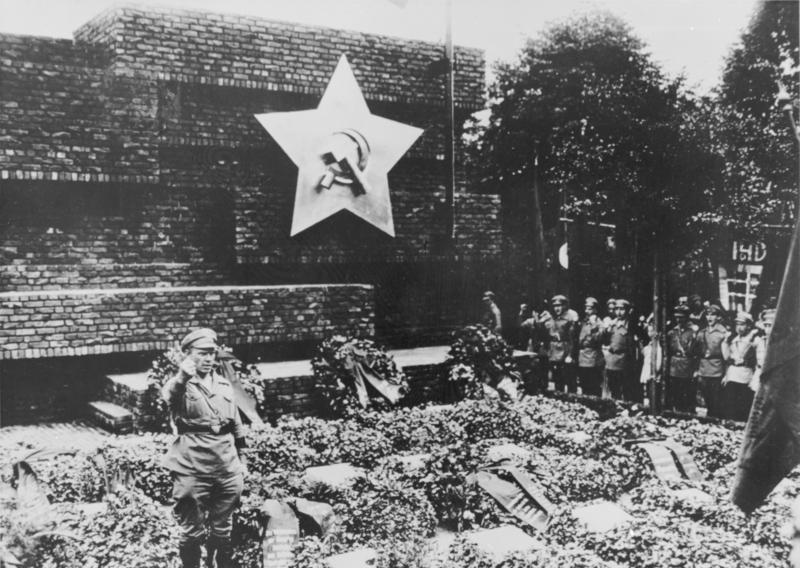
1926年にフリードリヒスフェルデ中央墓地に建設された革命記念碑の前で演説するテールマン（1926年6月13日）

しかしスターリンはドイツ共産党左派に不信感を持っており、フィッシャーやマズローはその日和見主義にもかかわらず、依然として「左翼的」自信を有しており、党の右旋回を拒否するだろうと感じていた。そのため1925年7月の党大会で選出された左派指導部はその直後から「コミンテルンとの一致において欠けるところあり」と批判されるようになった。
コミンテルン執行委員会は1925年8月にもドイツ共産党員に宛てて「公開書簡」を出した。この書簡は、コミンテルン執行委員会に対するマズロー＝フィッシャーグループの二心的態度によってドイツ共産党内に反モスクワ的・反レーニン主義的理論が出現していることを指摘したうえで、分派としての左派は解体して全ての見解をコミンテルン路線へ結集することを要求していた。このモスクワからの圧力により、フィッシャーとマズローは党内で孤立を深め、1925年秋には党指導部から追放された。
フィッシャーと手を切ってモスクワに絶対忠誠を誓ったテールマンやフィリップ・デンゲル、オットーマル・ゲシュケ、エルンスト・シュネラーら親コミンテルン左派が代わって指導部を掌握することになった。とりわけテールマンによって党は指導されていくことになった。テールマン指導部はドイツにおけるスターリン派となっていく一方、フィッシャーやマズローらはジノヴィエフと通じた左翼反対派を形成するようになった。
テールマン体制下での最初の新コースは、ブランドラーとフィッシャーの「左右の行き過ぎ」を避けて中間的な路線を取るものであり、この路線は1928年から1929年頃に極左路線に転換するまで維持されることになった。これはトロツキーとジノヴィエフに対する闘争でニコライ・ブハーリンら右派の協力を得ながらも左派回帰の可能性も閉ざしていなかったスターリンの方針に並行するものだった。
統一戦線戦術に立ち返った共産党は、1925年末に旧王侯財産無償没収を国民請願で立法化することを社民党に呼びかけた。社民党支持層の間でも旧王侯への反感が強まっていた時期だったため、社民党は「それぞれ独自に活動する」という条件で共産党の提案に合意せざるをえなかった。1926年3月の国民請願の結果、1200万票の賛成票を得て国会に提出されることになったが、6月に国会で拒否されたため、国民決定に付されることになり、その投票で1560万票の賛成票を得たが、有権者過半数に達しなかったため失敗に終わった。この運動の最中、共産党は全国農村同盟の財産没収反対運動に対抗しようと街宣活動を地方に拡大させたため、農村地域に反共主義が拡大した。

### 党内派閥抗争激化
1926年と1927年に共産党内の派閥抗争が激化した。これらは1928年から1929年のスターリン主義化の時期に諸分派が党から締め出されてスターリン主義による一元支配が確立されるに及んで収束に向かうことになるが、それまで共産党内には以下のような派閥が存在した。
- 右派 - ブランドラー、タールハイマー、フレーリヒらを中心とする「統一戦線戦術」を重視する派閥で1923年まで党指導部を掌握した。1924年以降党機関から締め出されて弱体化。1928年から1929年にほとんど全部の右派が党から追放された。彼らは追放後共産党反対派（ドイツ語版）（KPD-O）として結集した。
- 調停派 - 右派と左派のどちらにも与しないエルンスト・マイヤーに率いられた中間派の派閥。エーベルラインやアーサー・エーヴェルト（ドイツ語版）、ゲアハルト・アイスラー（ドイツ語版）らが属した。1924年から1925年までフィッシャー指導部に反対し、1926年から1928年まではテールマンら親コミンテルン左派と連携して党指導部を占めたが、調停派はブハーリンと結んでいたため[121]、1928年から1929年にかけて党から追放され、1930年のマイヤーの死後、指導部に降伏した（一部は共産党内で非公然活動を継続）
- 左派 - 1924年にフィッシャー、マズロー、テールマン、ショーレムらを中心としてブランドラー反対派として生まれた派閥。1924年から1925年にかけて党指導部を掌握したが、1925年春にショーレムら極左派が分離し、さらに同年秋に親コミンテルン左派（テールマン、デンゲル、ゲシュケ、シュネラー）と新しい左翼反対派（フィッシャー、マズロー、パウル・シュレヒト（ドイツ語版）ら）に分裂。左翼反対派をレーニン同盟（ドイツ語版）として結集しようとした企図は失敗し、同派は一分派として存続した。
- 極左派 - ショーレム、イヴァン・カッツ（ドイツ語版）、アルトゥル・ローゼンベルクらを中心として1925年に左派から分裂してできた派閥。さらに様々な意見の派閥に分裂し、党から締め出されていき、1928年までには影響力を喪失した。1929年以降は党自体が極左コースを取るようになったのでその存在意義を無くした。
- 党機関員 - 専従党職員は特定の傾向に同調せず、その時々の支配的分派に従った。特に「スペシャリスト」（国会議員、地方議員、宣伝部員、農業スペシャリストなど）は各種の分派活動に巻き込まれないよう注意を払う者が多かった。重要ポストにありながら、舞台裏でのみ活動した党幹部ヴァルター・ウルブリヒト、フランツ・ダーレム（ドイツ語版）らが該当する。この「スペシャリスト」が親コミンテルン左派と結びつくことによって党のスターリン主義化が促進された。

「公開書簡」後の指導部は、テールマン、デンゲル、ゲシュケ、シュネラーら親コミンテルン左派によって支配されたが、1926年末には調停派のマイヤーが加わり、1927年時点では党最高首脳部である政治書記局は、テールマン、デンゲル、マイヤー、エーヴェルトによって構成されていた（翌1928年にはテールマン、デンゲル、シュネラー、エーヴェルトになっている）。
つまり1926年から1928年の共産党の指導部は親コミンテルン左派と調停派による連立体制であり、左派反対派と極左反対派を党から締め出そうとするものだった。それゆえにこの時期の党は反左派的な現実政策を追求することになり、国会選挙や労働運動において党の強化が図れた面もある。

### テールマン個人独裁のスターリン主義政党へ

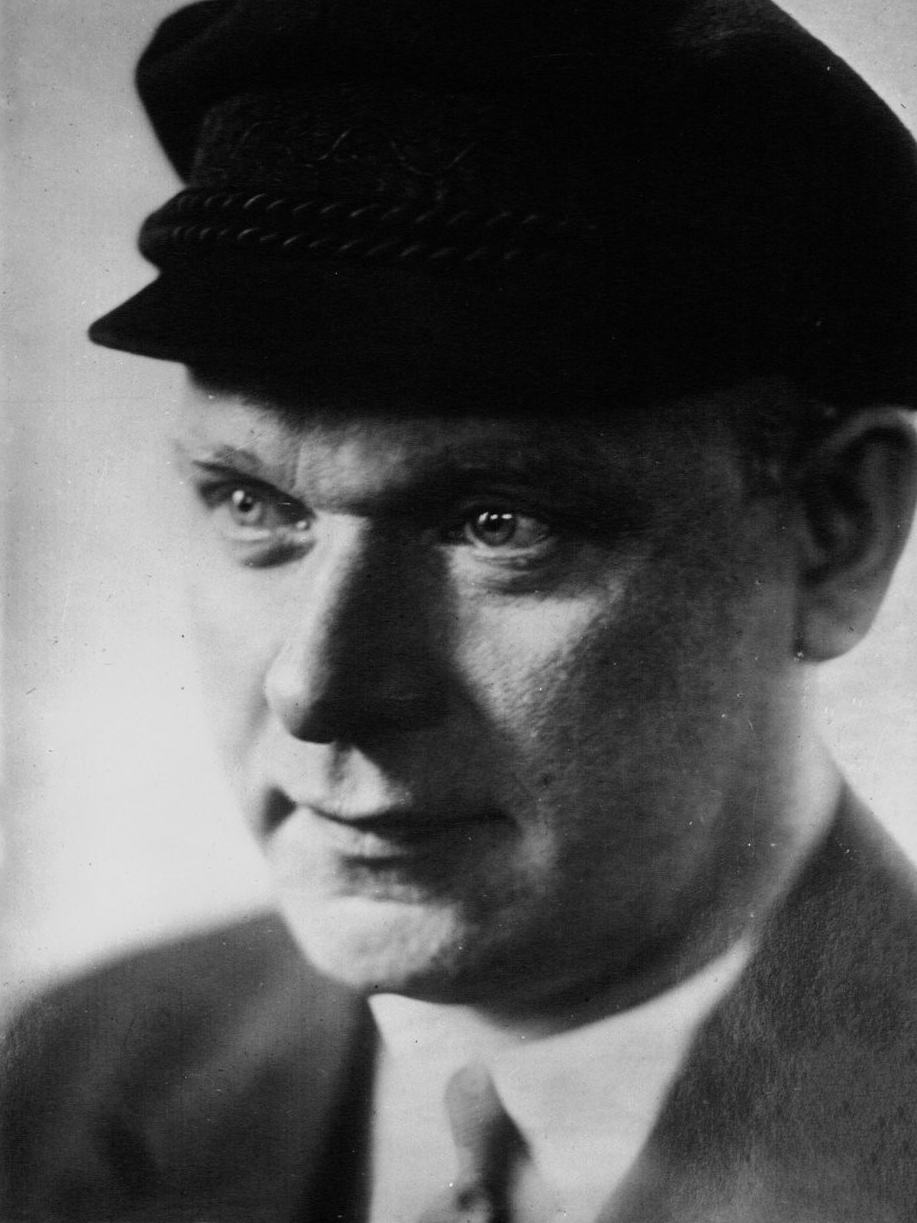
スターリン主義に基づく党指導を行ったエルンスト・テールマン

しかし1928年になるとコミンテルンはスターリンの指示で再び左旋回した。これは1926年のイギリスのゼネストが失敗に終わったり、1927年に中華民国で国共合作を結んでいた蔣介石が反共に転じて中国共産党弾圧を開始するなど、国際的に「統一戦線戦術」の破綻が続いていることもあったが、それ以上にソ連の国内事情があった。すなわちトロツキーやジノヴィエフ、カーメネフなど左派の政敵を片付けたスターリンが、ブハーリンら右派の政敵の排撃を開始し、ネップの中止、五カ年計画の開始という左派コースを取り始めたことである。ブハーリンはジノヴィエフ解任後にコミンテルンの第一人者となっていたため、その排撃の影響はすぐにコミンテルンとその支部（各国の共産党）に波及した。
1928年2月のコミンテルン執行委員会拡大総会でドイツ共産党とソ連共産党の間に秘密協定が結ばれ、その中で「右派共産主義者は主敵である」と宣告された。左旋回が公然化したのは1928年7月から8月にかけての第6回コミンテルン世界大会だった。資本主義の安定期は終わり、遠からず資本主義体制は危機に陥り、世界中で革命が起きるとしたうえで、資本主義体制を延命させる社会民主主義こそが最大の主敵と定める方針が採択された。
これ以降右派と調停派は計画的にポストから追放されていった。追いつめられた右派と調停派はテールマンに近いハンブルク地区党書記・中央委員ヨーン・ウィトルフが党の公金を横領し、テールマンがそれをもみ消した事件を中央委員会で取り上げることで反撃に打って出た。1928年9月25日と26日の中央委員会は調停派エーベルラインや右派エーリヒ・ハウゼンらの主導でテールマンに有罪判決を下し、テールマンの職務の停止を決議した。
しかしここでスターリンが介入し、テールマンを失脚させてはならぬとの指令がレンメレを通じてドイツ共産党に下され、10月6日にはコミンテルン執行委員会幹部会もテールマン復権を決議している。中央委員の大多数は、このモスクワからの圧力に怯え、テールマンの職務停止を解除するとともに「右派と調停派はハンブルク事件を利用した」とする決議を出した。スターリンとテールマンは間髪入れず右派と調停派に対して殲滅的攻撃を開始し、右派と調停派はことごとく中央委員会から叩き出され、テールマン、レンメレ、ハインツ・ノイマンの「三頭政治」が党を引き継いだ。
1928年から1929年にかけて粛清が吹き荒れ右派全員（ブランドラー、タールハイマー、フレーリヒ、ヤコブ・ワルヒャー、ハンス・ティテル、ハウゼンら）が党から除名され、調停派も解任された。これ以降もはやいかなる反対派も党内に存在することは許されなくなり、1929年6月の党大会までには党のスターリン主義化を完成させた。組織された反対派が消されたことにより、党内抗争はなくなり、指導部の方針への逸脱は個々の除名、処分によって阻止されるようになった。ここにドイツ共産党はソ連共産党のスターリン体制をそのまま移植したテールマンの独裁政党となったのだった。
またソ連で盛んになりつつあったスターリン個人崇拝に倣ったテールマン個人崇拝も進んだ。この点において共産党は国民社会主義ドイツ労働者党（NSDAP、ナチス）の総統アドルフ・ヒトラーにライバル意識を燃やしていた。ヒトラーに対してテールマンを「プロレタリアートの総統」として対抗させることができるし、させなければならぬと考えていた。
1932年中にはテールマンと指導部を形成してきたノイマンとレンメレも指導部から遠ざけられ、テールマン独裁はますます強まった。

### 「社会ファシズム論」とナチスとの共闘

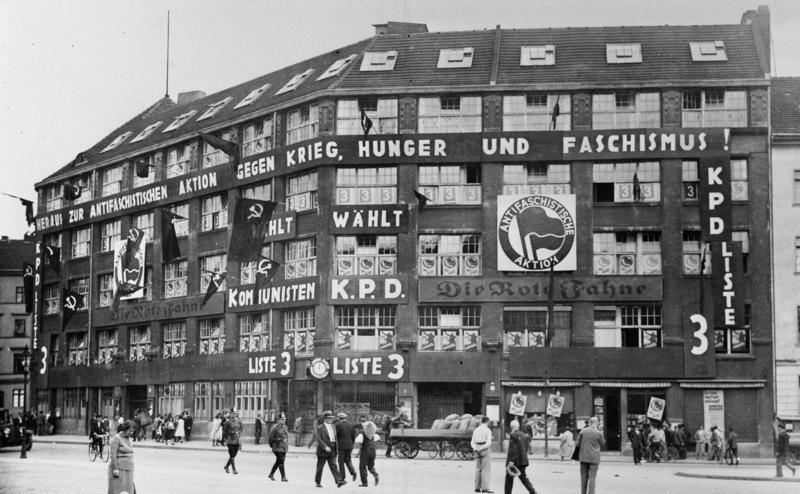
カール・リープクネヒト・ハウスと呼称された党本部（1932年）。現在の左翼党本部

コミンテルンは、1924年のコミンテルン第5回世界大会以来、ファシズムと社会民主主義を同一視する「社会ファシズム論」をとっていたが、1928年のコミンテルン第6回世界大会では、より踏み込んで「（ファシズムより）社会民主主義こそが主要な敵」とする極左戦術を採択した。このコミンテルンの極左戦術以降、共産党の過激化は強まり、とりわけ党の実力組織である赤色戦線戦士同盟（RFB）は、ナチスの突撃隊（SA）や社民党の国旗団との武力衝突を頻繁に起こすようになった。
1929年5月1日から4日にかけてベルリンで、社民党政権（ヘルマン・ミュラー内閣）内相カール・ゼーフェリンクとベルリン警察長官カール・ツェルギーベルが禁止していた共産党のデモが非合法デモとして強行されたが、警察の挑発的発砲などにより暴動に発展し、31名死亡、数百人負傷、1200人逮捕という惨事になった（血のメーデー事件）。この事件を巡る批判合戦や赤色戦線戦士同盟非合法化などで社共対立は絶頂に達し、共産党は「社会ファシズム論」にますます傾斜した。
共産党は、ナチ党と社民党を同類としながらも主敵は権力を握る社民党に定めていた。ナチ党については、共産党がその気になればいつでも腕づくで始末できる小物に過ぎないと見下しており、彼らへの対策は「ファシストは、出会いしだい殴り倒せ！」という街頭闘争スローガンだけで十分と判断されていた。

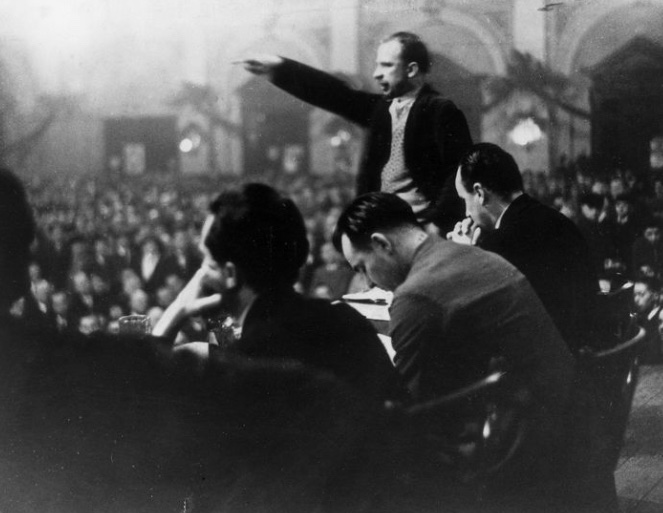
共産党とナチスは激しく対立しながらも、ヴァイマル共和制打倒という共通の目的で共闘することも少なくなかった。
写真はナチスと共産党の合同集会で演説するウルブリヒト（1931年）、左手前にはゲッベルスの姿も見える。

のみならず、共産党は社民党に対する闘争の範囲内においては、ナチ党との共闘も厭わなかった。1931年夏には所謂「国民反対派」（ナチ党、国家人民党、鉄兜団など）がプロイセン州の社民党政権の打倒を狙ってプロイセン州議会解散を求める国民請願を開始したが、共産党も彼らと統一戦線を張って請願運動に参加している。議会内においても共産党議員団はしばしばナチス議員団と共同戦線を張った。
さらに1932年1月にはコミンテルンから派遣されたスターリンの側近ドミトリー・マヌイルスキーが「ナチスは社会民主党の組織を破壊するがゆえにプロレタリア独裁の先駆である」と述べ、これを受けてドイツ共産党のレンメレは「ナチスの政権掌握は必至であり、その時共産党は静観するであろう」と述べている。

### 党の民族主義化
1930年春以降、共産党はナチ党の分析を本格的に開始し、ナチ党の躍進の背景と見なした中間層の票の獲得を重視する路線を顕著に追求するようになった。
そのためこの頃から共産党の声明にはナチス張りの民族主義的デマゴギーが強まった。1930年8月24日に党中央委員会で採択された「ドイツ人民の民族的・社会的解放のための綱領宣言」では「我々は強盗的なヴェルサイユ『条約』並びにドイツを奴隷化しているヤング案を粉砕し、全ての対外債務ならびに賠償金支払いを拒否する」と嘯いていた。1931年1月からは「国民革命」というスローガンを定められた。「プロレタリア革命」と同義と説明しながらも、労働者階級を超えて中産階級を取り込もうというスローガンであることは明白だった。さらに1931年5月には「国民革命は勤労農民にも解放をもたらすであろう」と謡う農民救済綱領を定め、保守層が多い農民もターゲットにするようになった。
こうした党の民族主義化を熱心に推進したのは、とりわけノイマンだったといわれる。彼は中間層の票をナチ党から奪取するためには、民族主義化が必要だと考えていた。彼はナチ党の宣伝全国指導者ヨーゼフ・ゲッベルスの集会に潜り込んで「青年社会主義者諸君！民族のための勇敢な戦士諸君！共産主義者は国家社会主義者との骨肉相食む闘争を欲しない！」という演説すらしたと言われる。

### 革命的労働組合反対派
共産党が社民党に対する闘争と並行して行ったのが、社民党系労組ドイツ労働組合総同盟（ADGB）に対する闘争である。当初共産党がADGBに対してできた闘争は「下だけの統一戦線」、つまり改良主義的な組合指導部を「無視」することだけだったが、社民党と共産党では組合内での力に差がありすぎて、実際には無視することすら満足にできていなかった。
しかし1929年から1930年にかけて共産党の反社民党機運が高まったことでADGBへの反対派を糾合して共産党系の労働組合を作ろうという試みが盛んにおこなわれるようになり、革命的労働組合反対派（RGO）が結成された。そのため1931年8月から9月のADGB第11回大会から共産党の代議員は一人もいなくなった。
しかし結局のところRGOは、ADGBの協力無くしては大規模なストライキは覚束ないレベルでしかなかった。1932年段階でADGB系労働組合が353万人を擁していたのに対して、RGO系労働組合の方は精々25万人程度であり、しかも1932年中には頭打ちになっていた。
RGOは、1930年のマンスフェルトやベルリン金属工ストなど大規模ストライキの際にはスト全体を共産党の意図する方向へ誘導しようとADGB系労働組合に先んじてストに突入するのが常だったが、ADGB系労組がストの指導を開始するとほとんどの労働者がADGB系労組のストライキ事務所に登録した。これはストライキ期間中の生活保障やストライキ終了後の職場復帰のためには、正規の交渉団体であるADGB系労組のストライキ・カードが必要だったからであり、交渉資格を認められていないRGOのストライキカードでは何の効力もなかった。また財政が貧弱なRGOではスト中の生活保障も現金で渡すことができなかった。それゆえにRGOは単独でのストはほとんどできなかった。
共産党はストライキについて「大きなストの波と大衆的ストとをゼネストにまで喚起しかつ組織するとともに最終的に勝利を導くことに成功した時のみ意味を持つ」と繰り返し言明していたが、RGO単独ではせいぜいのところ地方的ストを呼び起こせたにすぎず、それも大半は失敗に終わっている。1932年7月にパーペン内閣が成立した時や1933年1月にヒトラー内閣が成立した時に共産党がゼネストを呼びかけた時もそれは何の反響も呼び起こさなかった。

### ノイマンとレンメレの失脚
1932年初頭には最高指導部（テールマン、ノイマン、レンメレ）の仲が険悪になっていた。そのためテールマンはノイマンの影響力が強い党中央委員会書記局を全く無視するようになり、秘書ヴェルナー・ヒルシュをはじめとする取り巻きたちの中に第二の書記局のようなものを作り、そこからノイマンやレンメレに対して陰謀を仕掛けるようになったという。
3月13日の大統領選挙第一次投票でテールマンが惨敗した。これについて3月14日の書記局会議でノイマンが間接的にだがテールマンに批判的な総括文を提起したことで、テールマンとノイマンの対立が絶頂に達した。しかし4月10日の段階ではすでにノイマンとレンメレは解任されていたようである。2人によれば書記局の決議も議論もなしにテールマンの一存だけで役職を取り上げられたという。
5月14日にはこの対立についてコミンテルン執行委員会の政治委員会協議がもたれ、17日に「最近の党最高指導部におけるレンメレとノイマン両同志の挙動は、断固として処罰される。というのもその挙動によって最高指導部の破壊の危険性を作り出し、党指導部の行動を麻簿させたからである。ノイマン同志は6ヶ月の期間 KPD以外の国際的活動に従事する。レンメレ同志は、テールマン同志との緊密に共同して積極的に党の最高指導部の中で活動しなければならない」とする決定が下された。この際に人事も決定されたが、ノイマン・グループを中枢部から遠ざけ、テールマンの取り巻きたちを重用する物だった。
この決定にはスターリン自らが関与したといわれる。ノイマンは1927年12月に広東コミューン創設のために派遣されるなどスターリンの信任の厚い人物だったものの、スターリンにとってはテールマンの方が優先だったようである。歴史家クラウス・キンナーによれば「スターリンは、若く勤勉で野心をもったノイマンよりもテールマンの方を、ソ連以外で最も重要なセクションにあって容易に自分が影響力を行使できる指導者だと見なしていた」という。

### 世界恐慌と共産党の台頭
1929年に勃発した世界恐慌による不況が深刻化する中で、ドイツではヴァイマル共和政への失望が高まり、共産党は、下層階級を支持基盤に急速に勢力を拡大させ、世界でも有数の共産主義政党に成長した。共産党の宣伝手法、特に壁を埋め尽くすポスターなどのインパクトや整然とした行進を行う赤色戦線戦士同盟など視覚的なプロパガンダには優れたものがあり、後の国民啓蒙・宣伝大臣であるナチ党宣伝全国指導者ヨーゼフ・ゲッベルスが賞賛したり、社民党の国旗団と並んでナチス（突撃隊など）が真似したくらいであった。
1930年9月14日の国会選挙では、共産党は社民党支持層の票を吸って得票を133万票増加させて13.1%の得票率を得て77議席（総議席577議席）を獲得し、社民党とナチ党に次ぐ第3党となった。1932年7月31日の国会選挙では得票率14.3%へ増やし、89議席（総議席608議席）を獲得、同年11月6日の国会選挙でも得票率16.8%に増やし、100議席（総議席584議席）を獲得し、ナチ党と社民党に次ぐ第3党の地位を維持し続けた。とりわけナチ党も社民党も得票を減らして共産党だけが得票を伸ばした1932年11月6日の選挙は首都ベルリンで投票総数の31%を獲得して単独第一党となったこともあって共産党を有頂天にさせ、党はこの成功を過大評価した。
一方1932年3月13日と4月10日の大統領選挙は芳しくなかった。この大統領選挙に共産党からはテールマンが出馬し、「ヒンデンブルクを選ぶ者はヒトラーを選ぶ。ヒトラーを選ぶ者は戦争を選ぶ」をスローガンにした選挙戦を展開したものの、惨敗に終わった。またテールマンの得票は一次投票より二次投票の方が少なかったため、一次投票でテールマンに投票した者のうち一定数が二次投票ではヒトラーに投票したと見られている。

### ナチ党政権下

#### 禁止と地下組織化
1933年1月30日にナチ党党首アドルフ・ヒトラーがパウル・フォン・ヒンデンブルク大統領から首相に任命された。2月1日に国会が解散されて選挙戦へ突入したが、2月4日には野党の行動を制限する「ドイツ民族保護のための大統領令」が発令され、2月初めには共産党は機関紙・集会の禁止、党地方局への捜査と押収、党職員の逮捕などで全く防衛的な立場に追いやられた。
さらに選挙期間中の2月27日に国会議事堂放火事件が発生し、オランダ共産党員マリヌス・ファン・デア・ルッベが犯人として逮捕されると、プロイセン内相ヘルマン・ゲーリングは国際共産主義運動全体の陰謀と見做し、2月28日に事実上の戒厳令「ドイツ国民と国家を保護するための大統領令」が制定された。この大統領緊急令により共産党員は「保護拘禁」（Schutzhaft）されることになり、同日中に共産党員4000人が逮捕、共産党の機能はほぼ完全に停止した。
追いつめられた共産党は「ファシストの攻撃に対抗する行動の統一戦線」を求めたが、共産党は依然としてコミンテルン方針である「社会ファシズム論」の縛りを受けていたので共闘を求めながら罵倒を止めない矛盾した態度を取り、社民党から拒絶された。テールマンは国会議事堂放火事件直後の3月3日にベルリンの自宅で逮捕され、11年間裁判抜きで拘束された後、ブーヘンヴァルト強制収容所で1944年8月17日に処刑された。3月5日の選挙の結果、共産党は81議席を獲得したが、直後の3月9日に共産党の国会議員が議席ごと抹消されたため、総議席が減少してナチ党が単独過半数を獲得した。
3月23日に全権委任法が成立した後、共産党は3月31日に制定された『ラントとライヒの均制化に関する暫定法律』によって結社禁止となり、国会・地方全ての議席を剥奪された。
テールマン逮捕後、コミンテルンはソ連に亡命したウルブリヒトとピークを新たな共産党党首に任命した。一方ドイツ国内ではヨーン・シェールが地下に潜ったドイツ共産党を指導するようになったが、シェールは1934年2月1日に警察に発見されて逮捕され、逃亡を図ったところを射殺されている。
共産党は地下組織になっても依然としてコミンテルンの「社会ファシズム論」の縛りを受けていたので、1933年5月には「国家機関から社会ファシストが完全に締め出され、また社民党系の組織や新聞に野蛮な弾圧が加えられているからと言って、それらが資本独裁の社会的支柱であるという事実はなんら変わるものではない」と声明。また「現在のヒトラー時代は社民党が支配したヴァイマル共和国時代、あるいはブリューニング時代（1930年以降の大統領内閣時代）と比べてどれほどの差があるというのか」という議論にふけっていた。
しかし1935年7月のコミンテルン第7回世界大会で「社会ファシズム論」が破棄され、「反ファシズム統一戦線戦術」が採択されたのに伴い、10月にブリュッセルで開かれた党大会ではこれまでの「社会ファシズム論」に基づく党活動を批判的に再検討し、「ヒトラー独裁政権打倒の全勤労者の共同闘争への新しい道」として「人民戦線」戦術を採択した。
1936年には地下組織共産党の最後の指導者ヴィルヘルム・ファールが逮捕され、人民法廷にかけられて死刑判決を受け、1937年に刑死している。

#### 強制収容所内の共産党員

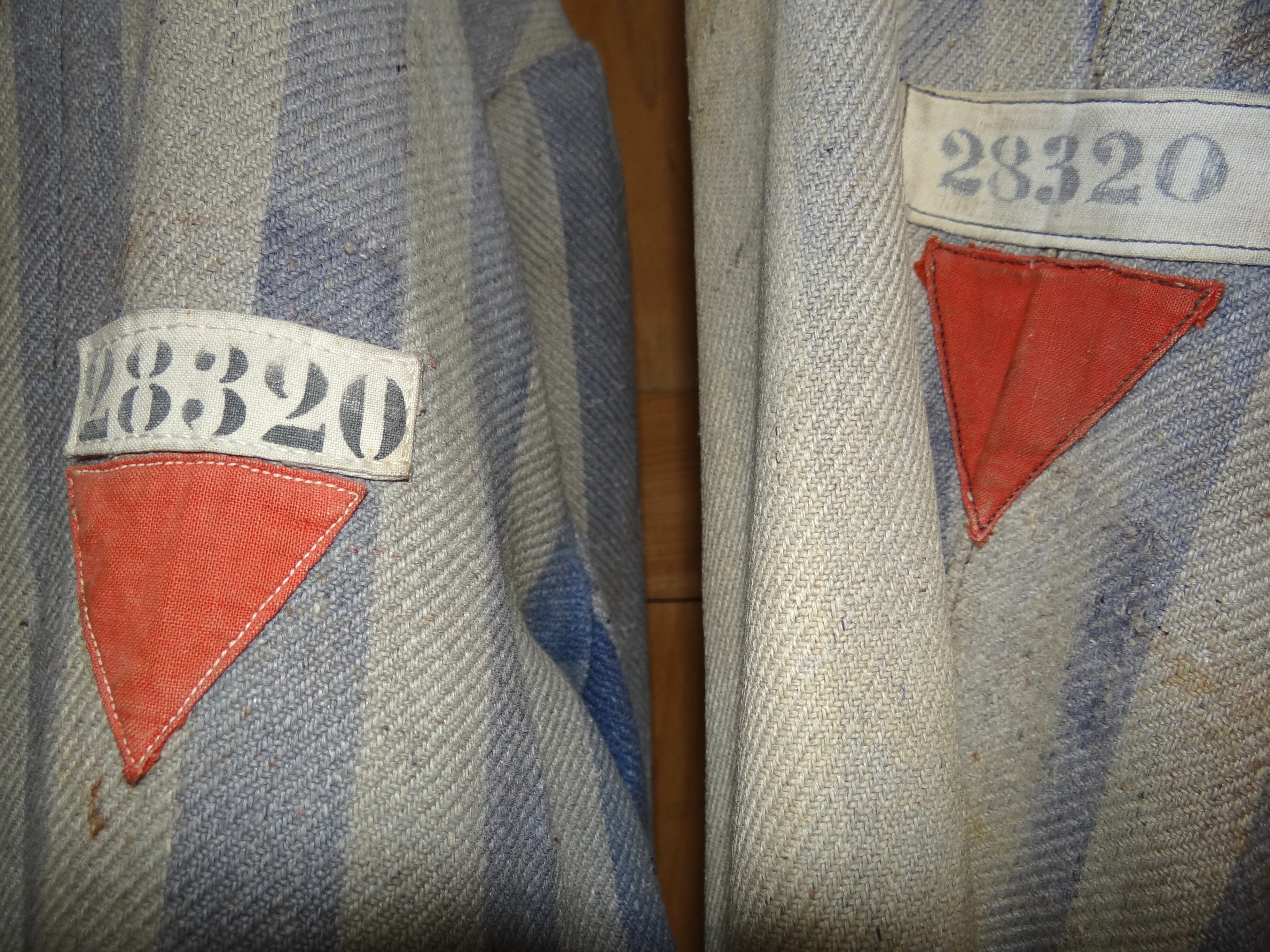
ナチス強制収容所の赤のバッジ

保護拘禁された共産党員たちはナチス強制収容所へ収監され、収容所内では政治犯を示す「赤」のバッジを着けた。収容所内では共産党員は囚人役職を務めていることが多かった。収容所の管理者たる親衛隊(SS)が共産主義者の「規律、団結、勇気、冷酷さ」による秩序維持能力を高く買っていたためといわれる。事実「緑」（刑事犯）に囚人役職を任せた収容所より「赤」に囚人役職を任せた収容所の方が秩序だった自主管理が行われていたといわれる。ただし「赤」を囚人役職に据えると自分たちの政治的同志ばかり贔屓する不公正な運営を行うことが多かったという。共産党員が囚人役職に登用されやすかったのは、彼らが収容所内のグループの中で最も組織だっていたためでもある。「囚人の中の結束力の強いグループは、収容所内のインフォーマルな組織を掌握することによって、ゲシュタポをひそかに操作することができた」といわれており、囚人職を巡る権力維持闘争においてライバルとなる者を組織的に排除するのが一番容易な立場だった。
共産党員によって囚人職が独占された収容所の代表格がブーヘンヴァルト強制収容所である。フランスでレジスタンス活動をしてゲシュタポに逮捕されたイギリス空軍将校ヨウ・トーマスはブーヘンヴァルトに収容された際に他の囚人から最初に注意されたのは「この収容所内で権力を握っている共産主義者たちは将校や資本家を好まぬから前歴を隠すように」だったことを回想している。囚人役職に就いた共産党員たちの中には他の囚人たちの死に深く関与した者たちが多い。親衛隊から実質的に死を意味する人選を命じられた時も彼らは冷徹に自分たちの同志以外の者を指定人数選別しては親衛隊に引き渡した。またPアルクールは「彼ら（囚人役職に就く共産党員）のヘゲモニーに抵抗する手の負えない犯罪者や政治的敵対者が病棟に近づくと、不思議なことに病気にかかり、そして死んだものだった」と回想している。

#### ソ連亡命者
党員の中にはソ連に亡命した者も多いが、彼らの多くは1937年頃から始まったヨシフ・スターリンの大粛清に巻き込まれ処刑されている。レンメレ、ノイマン、エーベルライン、ハンス・キッペンベルガー、ヘルマン・シューベルト、ヴィリー・レオヴ等が処刑され、生き残れたのは徹底してスターリンに追従したウルブリヒト、ピークなど極少数の者だけだった。
1939年8月に独ソ不可侵条約が締結されるとスターリンに追従する形でウルブリヒトが党を代表してヒトラーを高く評価する声明を出すに至った。その翌月の第二次世界大戦開戦の際もソ連政府はヒトラーを支持して英仏帝国主義を批判したため、亡命共産党員も同様の立場を取った。以降1941年6月の独ソ戦開始まで亡命共産党員たちはスターリンの不興を買って処刑されるのを恐れて反ヒトラー・反ナチス言動を慎んだ。
独ソ戦が開始されるやソ連政府は一転して反ファシズム、反ドイツキャンペーンを開始したため、亡命共産党員たちも反ナチス運動を再開することになった。1935年以来の「反ファシズム統一戦線戦術」に基づき、非共産党系左翼に対する攻撃を和らげて活動を行った。1943年5月には西側連合国や非共産党系反ナチスグループの不信感を取り除くためにコミンテルンが解散された。その翌月にはモスクワ近くで亡命ドイツ共産党員や捕虜になったドイツ軍将校・兵士を中核とする「自由ドイツ国民委員会」が結成された。スターリンはできる限り多くのドイツ軍将兵をこの委員会に統合しようとしていたため委員会から社会主義色を徹底的に排除させた。委員会の旗として帝政時代の黒白赤の国旗を使用させたほどだった。

### 戦後

#### ソ連占領地域・東ドイツ

##### 共産党の再建と独裁体制の確立

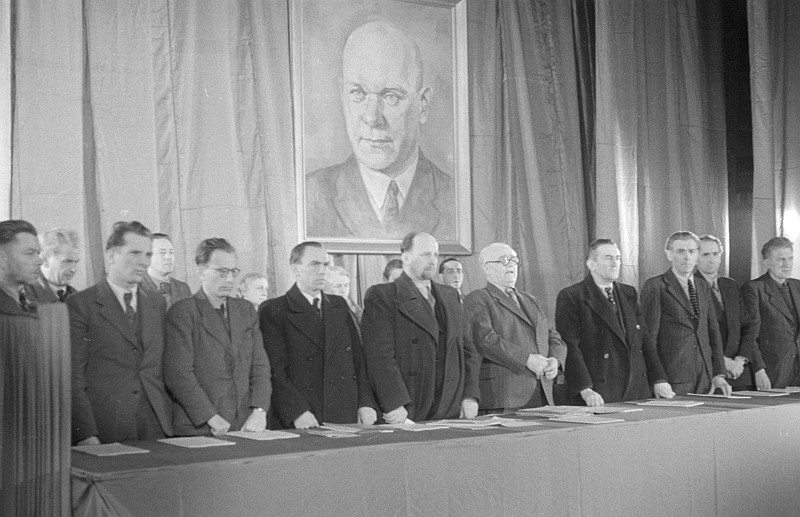
1946年3月3日の共産党大会。中央左がウルブリヒト、中央右がピーク。背後の肖像画はテールマン

ドイツ降伏前夜の1945年4月30日、スターリンはウルブリヒトを隊長とする10人のドイツ共産党員グループをソ連占領下ベルリンへ送り込み、戦後の共産党独裁政権の地盤を固めるための政治工作を開始させた。ついでザクセンやメクレンブルクにもドイツ共産党員のグループが送り込まれた。彼らは全員ソ連に亡命して大粛清を生き延びたドイツ共産党員であり、スターリンの忠実な僕としてソ連占領当局の政策の遂行にあたった。3つのグループの中でも特にベルリンのウルブリヒト・グループが主要な役割を果たした。ウルブリヒトはベルリン行政機関の再建の方針について「表面は民主的に見せかけなければならないが、実際には共産党が全ての指導権を手に入れねばならない」と述べたという。
ドイツはアメリカ、イギリス、フランスの西側3か国の占領地域とソ連の占領地域に分断されたが、ソ連占領地域では他の占領地域よりも早い1945年6月に「反ファシズム諸政党と労働組合」の結成を認める布告が出された（ドイツ分断を予期したソ連が統一維持を役割を担う政党と労働組合の創設を急いだという事情が働いていた）。
真っ先に再建されたのはドイツ共産党だったが、その結党宣言はソフトでオブラートに包んだものだった。新生ドイツはソ連の体制を導入せず、反ファシズム民主政府の下に国家の再建を行い、幅広い国民戦線を結成すること、私企業の経済活動を奨励することを謳っていた。「社会主義」という用語の使用も一切避け、あたかもヴァイマール共和国の再建を目指しているかのような内容になっていた。この結党宣言は6月初めに帰国したピークがソ連から持参したものと言われる。スターリンはソ連占領地域だけでなく全ドイツに共産党の影響力を拡大させるためには共産党に民主政党を装わせる必要があることを認めていたし、この段階ではまだ西側3か国と完全な決裂・対立には至っていなかったので西側への一定の配慮が必要だったことがその背景にあると思われる。
共産党に遅れてドイツ社民党が創設され、ついでブルジョワ政党としてキリスト教民主同盟（CDU）とドイツ自由民主党（LDPD）の創設も許可されたが、1945年7月にこの4党はソ連の庇護下で「反ファッショ民主主義政党統一戦線」というブロックを結成させられ、西側諸国におけるような意味での野党の結成は許されなかった。またソ連占領当局は共産党を積極的に支援したため、ブロックの中でも共産党の権力ばかりが高まっていった。共産党が権力を増大させるにつれて下からの民衆運動は厳しく弾圧されるようになっていった。

##### 社民党強制合併と社会主義統一党
ソ連占領下初期の頃、社共統一に熱心だったのはむしろ社民党の方であり、共産党のウルブリヒトは社共統一を拒否して「下からの社共統一運動」（各地で社共の地方組織が自発的に共同組織を作っていた）を徹底的に弾圧していた。これは共産党の勢力が小さいまま社民党と合同すれば共産党に不利になると考えたスターリンが「下からの統一運動は排除して、まず共産党の組織を固めよ」という指示をウルブリヒトに与えたためである。
1945年11月に四か国管理下のオーストリアにおいて選挙が行われたが、オーストリア国民党が85議席、オーストリア社会党が76議席獲得したのに対し、オーストリア共産党はわずか4議席しか取れなかった。衝撃を受けたソ連共産党はこれ以降ドイツにおける社共統一を急ぐようになった。この頃までには共産党はソ連占領当局の庇護を受けて巨大化しており、1945年末の時点で共産党の党員数は社民党と並ぶ37万人に達していた。いつでも社民党を併呑できるだけの実力を備えていた。
モスクワの指示を受けた共産党は社民党との合同に向けたキャンペーンを開始した。社民党党首オットー・グローテヴォールが「ロシアの銃剣で突っつかれている」と嘆いたように、それは実質的には強制合併の圧力に他ならなかった。数か月にわたるソ連の占領統治を受けて社民党も共産党独裁体制への危機感を強めていた。印刷物でも集会でも社民党は共産党に比べて著しい制限を受けていた。だが結局社民党は自分たちの方が最初に掲げた社共統一の旗を降ろすことはできなかった。
1946年4月に60万人の共産党は68万人の社民党を強制合併し、ドイツ社会主義統一党（SED）と改名した。合同時の党員数は130万人を数えた。しかしこれは西側の反発を招き、東西分裂を促進する結果となった。
社会主義統一党結党の際には社共同権が謡われたが、冷戦が深まってくる中の1948年頃から社会主義統一党はソ連共産党を模範とした「幹部政党」への転換と社会民主主義者の排除を押し進めるようになった。1949年には社共同権原則が正式に破棄され、旧社民党員の粛清が吹き荒れた。やがて粛清の嵐は旧社民党員だけではなく旧共産党員にも広がっていった。この時期の粛清の激しさは1948年から1952年にかけて党員数が80万人減少していることからもうかがえる。党を追放された者の多くは監獄やソ連の強制収容所へ送られていった。
粛清はソ連占領地域だけにとどまらず、西側占領地域の住民にも及んだ。西ドイツ人400人以上がソ連秘密警察や東ドイツ人によって拉致された。その一人は西側共産党の副党首でドイツ連邦議会議員のクルト・ミュラーだった。彼は1950年3月に東ベルリンに拉致され、ソ連の軍法会議にかけられて25年の強制労働刑に処されている。
1949年9月のドイツ連邦共和国（西ドイツ）建国宣言に対抗し、10月7日にドイツ民主共和国（東ドイツ）の建国宣言が行われた。以降社会主義統一党は1989年の東欧革命で打倒されるまで同国において民主集中制とヘゲモニー政党制による独裁体制を敷くことになる。

#### 西側占領地域・西ドイツ

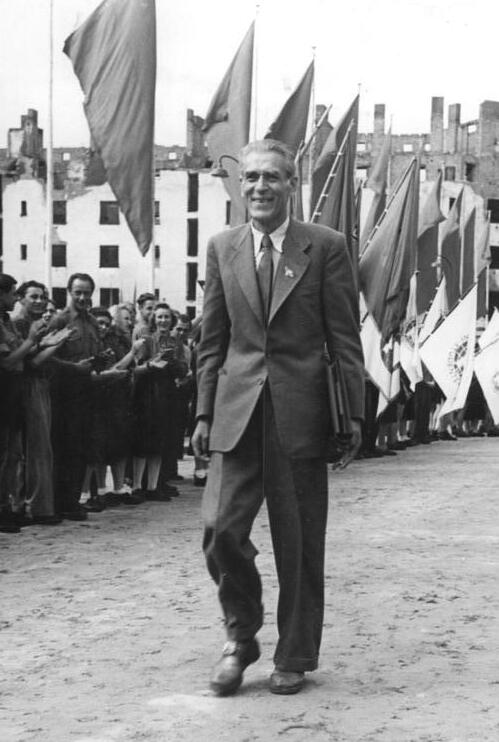
東ドイツの独裁政党ドイツ社会主義統一党(SED)の党大会に出席する西ドイツ共産党指導者マックス・ライマン(1950年7月22日ベルリン)

##### 党の再建と西ドイツへの反対運動と孤立
西側占領地域でも、比較的早い時期に共産党が再建されたが、1946年春にソ連占領地域でドイツ社会主義統一党が結成されると「ロシアの政党」と認識されて急速に支持を失い、孤立していった。
当初西側共産党も社会主義統一党と合同したが、西側占領当局が全独的な社会主義統一党の結成を禁じたため、合同関係を解消することを余儀なくされ、1949年1月3日に「ドイツ共産党」の党名で改めて独立政党として結党した。社会主義統一党も西側共産党を存続させるため、1949年1月24日に西側共産党の組織的分離を了承した。
西側共産党は、西側三国占領地域の統合に反対運動を展開し、1948年の制憲議会での憲法草案審議でも繰り返し反対動議を提出し、ドイツ連邦共和国基本法（ボン基本法）にも反対投票を行った。1949年のドイツ連邦共和国成立後も、共産党は連邦政府のあらゆる政策に反対した。共産党の連邦政府に対する反対闘争は1950年頃から東西冷戦が本格化すると先鋭化した。冷戦において共産党はソ連を無条件に支持した。
共産党は他の野党とは一切共同歩調を取らなかった。西側社民党の指導者クルト・シューマッハーもヴァイマル共和政時代にソ連の手先となってナチスとともに民主主義破壊を策動し続けた共産党との連帯は断固拒否した。
1949年8月の連邦議会選挙では共産党は5.7%の得票と15議席を得たが、違憲裁判中の1953年9月の連邦議会選挙では2.2%の得票しか得られず、5%条項に引っかかって議席を獲得できなかった。違憲判決で解党されるまで共産党の党勢は漸次衰退の状態だった。
1951年8月には従来の内乱罪・外患罪に若干の改正に加え、さらに国家危険罪を新設する刑法改正が行われた。この後、共産党書記長マックス・ライマンと書記長代理ウォルター・フィッシャーは、連邦政府から反逆罪で告発を受けたため、1954年に東ドイツへ亡命した。

##### 違憲裁判
1949年5月に制定されたボン基本法21条2項は「政党の内部秩序は、民主的原則に適合していなければならない」「政党で、その目的または党員の行為が自由な民主的基本秩序を侵害もしくは除去し、またはドイツ連邦共和国の存立を危うくすることを目指す物は違憲である。違憲の問題については、連邦憲法裁判所がこれを決定する」と定めており（戦う民主主義）、1951年11月16日の閣議でコンラート・アデナウアー首相率いる西ドイツ政府は共産党は21条2項に照らして違憲であるとして連邦憲法裁判所に提訴し、同党の禁止を求めることを閣議決定した。閣議決定後の記者会見において連邦内相ロベルト・レールは提訴理由として次の諸点をあげた。
- 共産党の組織原理（民主集中制）は完全に非民主的である。
- 共産党はプロレタリアート独裁、つまりプロレタリアート政党による単独支配を目指している。
- 共産党の目標はソ連地域を基礎としてドイツ統一を実現し、ソ連地域の支配体制を連邦共和国に持ち込むことにある。
- （基本法が連邦政府に課している）平和かつ自由のドイツ再統一への連邦政府の努力は共産党の禁止によって影響を受けない。
- ソ連地域の権力者は「国民抵抗」という形で抵抗・非合法ストライキ・法律不従順による連邦共和国への攻撃計画を企てている。共産党はこの攻撃計画に従って内的侵略を行っている。
- 共産党は、ソ連地域から支援を受けている所謂「国民戦線」の約50の団体の支援を主要任務にしている。
- 共産党は、連邦共和国内で禁止された「再軍備反対国民解放運動」の主たる支持者である。
- 以上から共産党は最高度に反憲法的であり、連邦共和国において政治的意思形成に対する広範な参加から除外されねばならない。

###### 連邦政府の申し立て
1951年11月22日に連邦内相は連邦憲法裁判所第一部にドイツ共産党の活動の禁止を求める提訴を行った。連邦政府は申立書で次のように主張した。
「ドイツ共産党は一階級の支配を現存の国家形態中に実現することをその政治活動の究極としている。当該制度に相いれない観点はすべて誹謗し、排除し、これによって基本法第3条ならびに第21条に根底を有する平等原則、多数政党制の原理に反して一党国家の樹立を目論むものである。しかもこの諸原則変更は基本法第20条と関連する第79条による憲法改正をもって実現するのではなく、革命的方法によって追求しようとしている。この点はドイツ共産党並びに同党員の態度によって明白である」、「ドイツ共産党が基本法21条2項違反なのは同党が信奉するマルクス＝レーニン主義の教義から明らかである。マルクス＝レーニン主義を信奉する戦闘的政党としてのドイツ共産党は、大衆蜂起の呼びかけにより暴力革命を通じてドイツ連邦共和国の権力獲得を企図する革命政党である」、「同党は革命による権力獲得後、破壊されたドイツ連邦共和国の国家秩序の混乱に乗じて全ドイツを包含し、ソ連地域に相応する支配制度の導入の準備をなすべき革命政府を樹立することを計画している。この種の支配体制は暴力と専制をこととする全体主義的制度であり、自由と民主主義の基本秩序と根本的に相いれない」、「ドイツ共産党は規約上、『国民戦線』の綱領を受け入れている。ところが『国民戦線』は組織上ドイツ社会主義統一党により支配されている。このことはドイツ再統一に関する同党の綱領から推定できる。すなわち同綱領によればドイツ共産党は革命的な暴力闘争を通じて『アデナウアー政権』の打倒を要求しているが、この『政権』という語は同党によれば単に政府を意味するだけではなく、全国家機構を意味するのである。この闘争においてドイツ共産党は東ドイツやソ連の支持に頼っている」、「ドイツ共産党は東ドイツ発案の『全独抵抗』を採択している。これは東ドイツによる連邦共和国に対する攻撃計画である」、「ドイツ共産党は政党であり、その目的並びに党員の行動から見てもドイツ連邦共和国の自由にして民主的な基本秩序並びに共和国の存立を廃棄せんとしている。ドイツ共産党はこれをもって一国家制度内において最高度に違憲的である。同党はその内部規定から見ても憲法と相いれぬものであり、ドイツ国民の政治的意思の形成から排除されるべきである」、

###### 共産党側の抗弁
これに対して共産党側は次のような抗弁を行った。「本提訴はドイツ再統一を妨げるが故に違憲である。蓋し、ドイツ再統一達成の義務は、基本法第21条を含む他のあらゆる基本法の規定に優先する憲法上の義務だからである。ドイツ共産党の禁止は基本法が有効である限り撤回しえないのでドイツ再統一に不可欠な前提の自由な全ドイツ選挙を不可能にする」、「ドイツ共産党はポツダム協定に基づき占領諸国から『民主的政党』として認可された政党である。基本法21条2項のいう『自由な民主的基本秩序』もポツダム協定と一致するように解釈しなければならない。したがってドイツ共産党は民主的政党であり、基本法21条2項には該当しない」、「ドイツ共産党は決定的で、しかも基本法の中にも含まれている自由な民主的諸原則と矛盾する政府の活動に反対して闘争しているに過ぎない。反政府党であるというだけでドイツ共産党を違憲提訴することは提訴権の乱用である」、「確かにマルクス＝レーニン主義の教義の最終目標は社会主義革命により社会主義・共産主義の支配秩序を達成することにある。しかしマルクス＝レーニン主義は戦術目標が恣意的に立てられる物ではなく、客観的諸条件の周到な分析に基づいてのみ立てられることを教えている。ドイツ連邦共和国についてこのような分析を行うと社会主義革命と社会主義的秩序の確立は、少なくともドイツ再統一までの期間は日程に上りえないことが判る。そもそも、かかる科学的理論は法的評価外の物であり、これを訴訟対象とすることは『宗教裁判』に等しい」、「ドイツ共産党は社会主義革命もプロレタリアート独裁も具体的な日程には上らせていない。したがって基本法が有効である間は、プロレタリアート独裁や社会主義革命は、基本法第21条2項にいう『目的』ではありえない」、「ドイツ共産党が呼びかけている『国民抵抗（der nationale Widerstand）』は、国民の基本的な民主的権利と自由の破壊を招来する公共生活の軍国主義化の中に看取される『国民的緊急状態』を除去することを目的にしているにすぎず、その手段も専ら合法的闘争の域を出ない物である」、「ドイツ共産党はファシズムに対する闘争の上で功績があり、このことからもファシズム打倒後の政界から除去されるのは不当である」
さらに共産党は「ポツダム協定は基本法に対して優位にある。したがって基本法に基づいては共産党の違憲を決定しえない」と主張して手続き中止を申し立てたが、連邦政府は「ポツダム協定は米英仏ソ四か国間の協定でしかなく、米英仏三国当局は政党許可問題はすでにドイツ連邦共和国に権限委譲している。したがって連邦共和国はポツダム協定に関係なく政党問題を処理することができる」と反駁。憲法裁判所は共産党の申し立てを却下し、裁判は継続された。

##### 違憲判決
裁判は4年10か月の長期に及んだが、1956年8月17日の判決で西ドイツ政府の主張が全面的に認められ、共産党は禁止処分を受けた。主文は以下のとおりである。
共産党の異議は次の理由からすべて退けた。
本訴訟は再統一を妨げるゆえに違憲という異議に対しては「基本法によって設置された憲法上の機関の行為は、基本法が定めた自由な民主的基本秩序の諸原則と調和していなければならない。再統一という至上命令も、この義務から免れることはできない」とし、加えて「ドイツ共産党の禁止が様々な点から検討しても、それが自由な全ドイツ選挙にとって、法的あるいはそれを超えることのできぬ事実上の障害であり、従ってドイツ再統一に至る道を塞ぐものであると確認することはできない。」として退けた。
ポツダム協定に基づいて共産党は占領諸国から民主的政党と認められているとの異議に対してはポツダム協定の民主的概念と基本法の民主的概念は意味が異なるとして退けられた。すなわち連合国は将来のドイツ国家の具体的秩序について一致した見解を持ちえなかったために「妥協的慣用語」として「民主的」という言葉を持ち出しただけであり、ポツダム協定のいう『民主的』の概念とは将来のドイツ国家の姿を除去されたばかりの国家社会主義制度とは明確に区別される方式であるというだけのものでこれ以上のことを意味していないのであり、具体的な民主的秩序を定めている基本法の民主主義とは意味が違うということである。加えて「個々の占領地帯で政党を認可した西欧諸国軍政府の法令は1950年に廃止されている」ことも挙げられた。
反対党に対する政府の提訴権の乱用であるとの異議に対しては「基本法21条2項の解釈に当たって基本法の個々の規定、基本法の仕組み全体を拒否した場合だけではなく、現に存在している秩序に対する積極的に闘争的な、攻撃的な態度がこれに加わらねばその政党が違憲ということはできないのであり、国家の態度はむしろ基本秩序に対する攻撃から防衛するだけであって、このような法律的構造になっていることから、この規定は乱用されていない」として退けたうえで、共産党のアジテーション、プロパガンダ、声明、パンフレット、党機関紙は明らかに連邦共和国の憲法制度に敵対しようという内容と判決した。
マルクス＝レーニン主義を訴訟対象とするのは「宗教裁判」との異議に対しては「この場合、理論を理論それ自体としてでなく、政党の目標の確認と解釈のために基準となる支点を提供するという意味で問題となりうる」として退けたうえで、マルクス＝レーニン主義が基本法の定めるFDGO（自由な民主的基本秩序）に合致しているのかについては、マルクス・エンゲルスの『共産党宣言』やレーニンの『国家と革命』『共産主義における左翼小児病』などを引用しながら共産党が狙うプロレタリアート独裁とは従来の「搾取階級」の予測される抵抗および再権力の樹立の試みを弾圧しようという思想であり、よってFDGOに反していると結論した。
現下プロレタリアート独裁を具体的な日程に乗せていないという異議に対しては「プロレタリアート独裁の確立時期をいつに予定しているかは、この場合主要ではない。主要なことはドイツ共産党が現在すでに自由な民主的基本秩序の侵害を目指していることである」として退けた。
「国民抵抗」は「国民緊急状態」を除去するための合法的活動との異議に対しては「このような抵抗の行動を認める前に、その抵抗の対象である国家の行為の違憲性が明白でなければならない。共産党には当てはまらない」として退けた。
ファシズムに対する闘士をファシズム追放後の政界から追放すべきではないとの意義に対しては「国家社会主義に対するドイツ共産党の態度から民主的秩序に対しても同様な態度をとるとは論証しえない」として退けた。
さらに連邦憲法裁判所は判決の中で「自由の敵には無制限の自由は認めない」と断じている。
最終審理は1955年7月14日でそれから1年以上たっての違憲判決となった。判決がこの時期になった理由については、証拠提出資料や関係調書の多さから1年かかるのは当然という見方もあるが、最終審理後の国際関係に影響されたと見る向きもある。すなわち西ドイツは1955年9月にソ連と国交回復したが、その後独ソ関係は良好になるどころか、むしろ悪化したので、ソ連や東ドイツに配慮する必要性がなくなったことである。
ドイツ世論は概ね判決を支持していたが、政治的に合目的であったかについては若干の議論があった。この件で東ドイツやソ連が態度を硬化させてドイツ再統一がますます困難になるのではという心配があったためである。
ボン基本法下で禁止された政党は共産党が2例目であり、最初に禁止された政党は共産党と協力関係にあったネオナチのドイツ社会主義帝国党（SRP）だった（1952年10月に禁止）。

##### 共産党の解体
違憲判決の当日、西ドイツ警察は全土で非常警戒態勢をとった。違憲判決が下されると警察は直ちに全ての共産党建物を占領し、党の財産や資料をすべて押収した。党の事務所は全て閉鎖され、60人の幹部級党員が逮捕された。党幹部の逮捕は憲法秩序に反する団体の首謀者の取り締まりを定めた刑法90条aに基づくものである。
警察の職権執行に大きな反発や騒動は起きなかった。共産党側もほとんど抵抗を見せることはなかった。国民の大多数が判決を当然のものと捉えていたし、共産党自身も違憲判決が下ることは覚悟していたようである。その証拠に共産党は事前に重要文書の破棄を行っており、警察の捜索では党員名簿すら発見されなかった。違憲行為のために訴追を受けていた共産党最高幹部層はすでに行方をくらましており、この際に逮捕された幹部級党員というのは小物幹部ばかりだったので、ほとんどの者は指紋だけ取って釈放となった。ただし警察の発表によれば、党が地下組織化の準備を進めていた証拠が発見されたという。
議席については、当時共産党はブレーメン州とニーダーザクセン州の州議会に議席をもっているにすぎなかったが、両州は代表権喪失を法律で定めていたため、特別な判決なしに自動的に共産党議員の議席は抹消された。
連邦政府の発表によれば、解散時に共産党は7万人の党員を擁していた。
判決に東側諸国や共産主義政党は一斉に反発した。ソ連共産党は1956年8月29日に「ソ連共産党中央委員会は、ドイツ共産党の非合法化がドイツ国民の基本的権利と自由を踏みにじり、平和勢力の抑圧と、欧州諸国民の安全を脅かす侵略的なドイツ軍国主義の強化を目指す反人民的措置だとみなす」とする声明を出した。東ドイツの独裁政党ドイツ社会主義統一党も8月26日に「徴兵制の制定とそれに続くドイツ共産党の禁止によってアデナウアー政府はドイツ国民の民族的利益、平和と相互理解を甚だしく損なった。この非民主的な不法行為をドイツ人民は断じて承認しないだろう」とする声明を出した。日本共産党も8月18日に中央委員会名義でドイツ連邦共和国政府とドイツ連邦憲法裁判所当てに「判決即時取り消せ」との趣旨の抗議文を送っている。
違憲判決当時、ザールラント州はドイツ連邦共和国の主権外（フランス占領下のザール保護領）だったため、同地の共産党のみ党解体を免れていたが、1957年1月1日にザールラント州がドイツ連邦共和国に復帰すると連邦憲法裁判所はザールラントの共産党にも非合法化措置を取り、党を解体した。これをもって連邦共和国におけるドイツ共産党は完全に解体された。

### 後継政党
前述のとおり、東ドイツにおいては、社会主義統一党（SED）が後継政党である。
西ドイツ及び現在の統一ドイツでは、ドイツ共産党（KPD）が禁止された後の1968年に、基本法に従う合法政党として結党されたドイツ共産党（Deutsche Kommunistische Partei、DKP）（党名の「ドイツ」の位置が異なる）が一応後継政党と言える。ただし「ドイツ共産党に代わる組織の新設」を禁じている上記判決が取り消されたわけではないため、公式にはKPDとは無関係の組織ということになっている。しかしこの党は連邦選挙でほとんど票を取れず、国政レベルで議席を獲得したことはない。また連邦憲法擁護庁から左翼過激派・反憲法的組織として監視対象になっている。
ドイツ再統一後は、社会主義統一党はスターリン主義を全面的に放棄し民主社会党（PDS）に改組し、多くの西ドイツDKP党員も合流した（DKP自体も残存）。その後、社民党の党内左派が離党して結成した「WASG（労働と社会的公正のための選挙オルタナティブ）」と合併して左翼党（Die Linke）を構成している。旧東ドイツの選挙区では第二党としての地位を占めることもあり、また旧西ドイツ地域では左翼党となって以降、州議会選挙で議席の獲得に必要な5%以上の得票を得る例も出ている。2005年の連邦議会選挙以降、阻止条項を突破して、連邦議会に議席を得ている。また、欧州議会選挙でも議席を獲得、州議会選挙でも北部を中心に多くの州で議席を獲得し、他党と互角に戦っている。しかし同党も、一部の党内グループが極左として連邦憲法擁護庁の監視対象となっている。
この他、1990年には東ベルリンでかつてのKPDと全く同名のドイツ共産党（Kommunistische Partei Deutschlands）が設立されているが、州議会や連邦議会選挙で議席を獲得したことは一度もない。極めて小さな組織だが、エーリッヒ・ホーネッカーSED書記長・東ドイツ国家評議会議長の夫人マルゴット・ホーネッカー元国民教育相が生前に名誉党員として所属し、極左過激派としてブランデンブルク憲法擁護庁の監視対象になっている。
なお、かつてドイツ共産党の本部だった建物カール・リープクネヒト・ハウスは現在左翼党が使用している。

## 党の思想
オシップ・フレヒトハイムは、ほぼ1925年以来固められた共産党の共産主義的信条の本質的教義を以下のとおりに要約している。
- 全ての歴史は階級闘争の歴史である。現在は資本家とプロレタリアートが不倶戴天の敵として対立している。独占資本主義と帝国主義の時代においては、階級闘争が革命と内乱とになるのは不可避である。
- 国家は常に階級国家である。民主主義的共和国もまた資本主義独裁の一形態に過ぎない。社会主義の樹立はブルジョワ的国家機構の破壊を前提とする。プロレタリア国家は革命的暴力によってのみ作り出すことが可能である。プロレタリア独裁は共産党に指導された全体的国家において体現され、ブルジョワ民主主義より高次の民主主義の形態である。
- 共産党は唯一の、真にプロレタリア的、社会主義的およびマルクス主義的政党である。人類の最も進歩的な階級の前衛として、共産党はプロレタリア的階級意識の唯一の担い手である。最高の認識は党の最高首脳に集中しており、党の最高首脳もしくは党指導部はそれゆえに誤りを犯すことはない。
- 真に社会主義の最も本質的な標識は、共産党によって統治されている国家における生産手段の国有化である。共産党指導部は、搾取の消滅と階級なき社会への発展を保証する。
- ソ連は唯一の社会主義者社会である。同国は長期短期にわたって結託している世界資本主義による脅威を常に受けている。世界の労働者階級を「全勤労大衆の社会主義的祖国」の防衛のために動員することは、あらゆる国々の共産主義者の任務である。
- 資本主義と社会主義との間の闘争は、来たるべき数年ないし数十年の間に世界的規模において決定される。歴史の不変の法則にしたがい、一連の流血の内乱、革命、蜂起および国際戦争の中で帝国主義的ブルジョワジーの支配は地球全土において打倒され、共産党の支配により解体される。この過程の終局においてソヴィエト・ロシアが社会主義的世界レーテ（ソヴィエト）共和国へ転化するであろうということは極めて明白である。

## 党の分析・評価
共産党は「唯一の労働者党」を自称し、労働者階級の多数派を自党の下に置くことを目指した。しかし労働者階級の多数の獲得を目標を掲げていること自体、共産党が労働者の少数派しか獲得できていないことを示している。またヴァイマル共和政末期についていえば共産党の党員の大多数は失業者であって、経営に属する労働者はわずかしかいなかった（詳しくは後述）。
選挙結果で見ると共産党に投票した層は明らかに労働者階級の範囲を超えている。ナチスほどではないにせよ、共産党にも包括政党の面があった事は否定できない。1932年にジグムント・ノイマンは、共産党の性質についてその独裁体質と階級を超えた不満層の包括政党になっている面から、ナチ党とともに「絶対主義的統合政党」に分類する分析を行った。
フレヒトハイムは、ドイツ共産党は他国の共産党と違ってロシア10月革命の直接の影響から生まれたわけではなく、戦争で生じたドイツの国内状況から独自に誕生したため、モスクワから独立した立場を取りうる余地があったことを指摘したうえで「結党直後のカール・リープクネヒト、ローザ・ルクセンブルク、レオ・ヨギヘスの非業の死はその後のドイツ共産党の発展の方向を決定的に変えてしまった。彼ら（特にローザ・ルクセンブルク）の死が避けられたのならば、その後のドイツ共産党は一方ではコミンテルンに隷従する党にはならなかっただろうし、他方ではルクセンブルク主義の発展の基礎としてプロレタリア大衆の自発性を重んじつつ、ヴァイマル体制内で自主的かつ現実的な政策を打ち出していただろう」としてローザ・ルクセンブルクの死を惜しんでいる。

## 他党との関係
共産党は自党以外の全ての政治勢力を攻撃した。1930年には「共産党を唯一の例外として、ドイツの全ての政党はドイツ、プロイセン、テューリンゲンその他の諸州において連立政策を追求している。よって共産党以外の全ての党は連立の党、政府の党、閣僚の党である。我々共産主義者のみが、ブルジョワジーとのあらゆる共同に反対し、現在の資本主義的社会秩序の革命による打倒、支配階級の全ての権利と特権の廃止、あらゆる搾取の廃絶に賛成である」という声明を出している。とりわけドイツ社会民主党（SPD）や国家社会主義ドイツ労働者党（NSDAP、ナチス）とは労働者階級の利益をめぐって激しい競合関係にあった。この3党の対立関係はイデオロギーだけではなく、経営や街頭における労働者や失業者の組織のうえでも激しいものだった。
共産党は自らのことをブルジョワと「ブルジョワ的労働者党、労働官僚、労働貴族」（社民党）に対抗する唯一のプロレタリア政党であると自称してきたが、社民党はこの悪宣伝に対抗して共産党のことを「失業者、零落者、破産者、ルンペンプロレタリアートの党、もしくは都市部の暗黒街の住民の党」と批判した。
ブルジョワ政党からも共産党は蛇蝎のごとく嫌われており、大連合（大連立）政権を作るための枠組み交渉において常に対象外という政界の鼻つまみ者のようになっていた。例えばヴァイマル共和政の中心的政党の一つである中央党はその中道的立場から社民党・民主党、保守右派政党（人民党・国家人民党）、最終的にはナチスとも連携したが、共産党とだけは部分的・一時的連携すら断固として拒否した。

### 日本共産党との関係
元日本共産党員の志賀義雄によれば、日本共産党がコミンテルンに与えられた32年テーゼの実行を誓うと、コミンテルンがこれに答えてドイツ共産党のテールマンとフランス共産党のマルセル・カシャンの連名で日本共産党十周年の祝辞を贈ったという。
ドイツ共産党違憲裁判中の1953年（昭和28年）7月の『前衛』において、日本共産党はドイツ共産党について次のように論評している。「いま西ドイツ全人民の上に大きな危機が襲いかかっている。アデナウアー売国政府はアメリカ帝国主義の忠実な番犬として、ドイツ共産党の非合法化を急速に推し進めている。（略）これは我が日本において1950年6月以来、売国吉田政府が、アメリカ帝国主義の尻馬にのって、日本共産党の中央委員を追放し、アカハタを禁止し、恥知らずの態度をもって我が党の組織と斗争に暴圧を加えてきたことと好一対の帝国主義戦争勢力の暴挙である。ヨーロッパにおける西ドイツ、アジアにおける日本は、いまや、まさに、アメリカ帝国主義を先頭とする戦争勢力の東西の拠点になろうとしている。日独両国民は、ともに、あらゆる苦しみの源になっている帝国主義の占領制度と戦争政策に反対して力強く立ち上がっている。（略）この平和と独立の斗いのなかで、全国民の痛切な要求である『全占領軍の即時撤退』のために、先頭に立って骨身を惜しまず献身しているのは、ドイツ共産党と日本共産党である。（略）世界の平和を愛する人々はドイツ共産党に向けられた刃は、すなわち真に国を愛するすべての人々の胸に向けられた刃であることを知っている。我々は、東條の再現を許さぬと同じように、ヒトラーの再現をも断じて許さないであろう。共産党を抹殺しようと企むものこそ、抹殺されねばならない！」。

## 党の組織

### 党議長
党首である議長（Vorsitzender/Chairman）は、以下の通り
- ローザ・ルクセンブルク 在職1919年1月1日 - 1919年1月15日（第1議長）
- カール・リープクネヒト 在職1919年1月1日 - 1919年1月15日（第2議長）
- パウル・レヴィ 在職1919年1月15日 - 1921年2月24日
- ハインリヒ・ブランドラー（ドイツ語版） 在職1921年2月24日 - 1921年8月26日（第1議長）
- ヴァルター・シュトェッカー（ドイツ語版） 在職1921年2月24日 - 1921年8月26日（第2議長）
- エルンスト・マイヤー 在職1921年8月26日 - 1922年7月
- ハインリヒ・ブランドラー 在職1922年7月 - 1924年4月10日（第1議長）
- アウグスト・タールハイマー（ドイツ語版） 在職1922年7月 - 1924年4月10日（第2議長）
- ルート・フィッシャー 在職1924年4月10日 - 1925年8月20日（第1議長）
- アルカディ・マズロー（ドイツ語版） 在職1924年4月10日 - 1925年8月20日（第2議長）
- エルンスト・テールマン 在職1925年8月20日- 1933年3月3日（第1議長）
- フィリップ・デンゲル（ドイツ語版） 在職1925年8月20日 - 1930年（第2議長）
- ジョン・シェール（ドイツ語版） 在職1933年3月3日 - 1934年2月1日
- ヴィルヘルム・ピーク 在職1934年2月 - 1935年10月（代理）
- ヴィルヘルム・ピーク 在職1935年10月 - 1946年4月22日
- マックス・ ライマン（ドイツ語版） 在職1948年4月27日 - 1956年8月17日（西ドイツ共産党書記長）
- マックス・ ライマン 在職1956年8月17日 - 1968年（中央委員会第一書記（ロシア語版））

### 党組織に関する党規約
| 1条                                      | ドイツ共産党は、コミンテルン・ドイツ支部で、ドイツ共産党・コミンテルン支部と称す。 | ドイツ共産党は、コミンテルン・ドイツ支部で、ドイツ共産党・コミンテルン支部と称す。 |
| 6条                                      | ドイツ共産党は、コミンテルンの全ての支部と同じく民主主義的中央集権主義(民主集中制)の原理に基づいて構成されている。その基本原理は次のとおりである。                                                                                  | ドイツ共産党は、コミンテルンの全ての支部と同じく民主主義的中央集権主義(民主集中制)の原理に基づいて構成されている。その基本原理は次のとおりである。 |
| 6条                                      | a項 | 下級および上級の党機関の選挙は全党員集会、全国協議会、ならびに党大会で行われる。 |
| 6条                                      | b項 | 党機関の会計報告は、その選挙に先立って定期的に行われる。 |
| 6条                                      | c項 | 上級機関の決議の下級機関による承認の義務、厳格な党規律、コミンテルン中央執行委員会及び指導的党機関の決議の迅速で確実な履行。その活動をある種の地域に及ぼす機関は、その活動を単にこの地域の個々の部分に限る機関に対し、上級機関とみなされる。党問題についての論争は党員によって当該機関による決定までの間のみなされる。コミンテルン大会、党大会もしくは指導部的党機関によって決議がなされたのちは、この決議は党員の一部もしくは地方的党機関の一部がそれに同意しない時においても無条件に実行されなければならない。 |
| 7条                                      | 異常の状態の下においては、下部党機関の上部党機関による任命もしくは上級党機関の承認による指導部の自己補充は許される。この処置は、そのための可能性が存するやただちに、後から機関に提出し決議を得なければならない。                    | 異常の状態の下においては、下部党機関の上部党機関による任命もしくは上級党機関の承認による指導部の自己補充は許される。この処置は、そのための可能性が存するやただちに、後から機関に提出し決議を得なければならない。 |
| 8条                                      | 党機関は、コミンテルンおよび党の既存の決議の枠内において地方問題においては自立的である。 | 党機関は、コミンテルンおよび党の既存の決議の枠内において地方問題においては自立的である。 |
| 9条                                      | あらゆる機関の最高決定機関は党員集会、協議会もしくは党大会である。 | あらゆる機関の最高決定機関は党員集会、協議会もしくは党大会である。 |
| 10条                                     | 全員集会、協議会もしくは党大会は、その中間の期間の指導機関として、当該機関の日常の活動を行う当該指導部を選出する。 | 全員集会、協議会もしくは党大会は、その中間の期間の指導機関として、当該機関の日常の活動を行う当該指導部を選出する。 |
| 11条                                     | 党構成の図式は次のとおりである。 | 党構成の図式は次のとおりである。 |
| 11条                                     | a項 | 個々の工場、作業場、事務所、店舗、農場、市街等々については細胞集会―細胞指導部。 |
| 11条                                     | b項 | 小都市、村落等の地域については、地区細胞会議(村落細胞会議)もしくは地区集会(村落集会)―地区指導部 |
| 11条                                     | c項 | 市区の地域については、市区協議会―市区指導部 |
| 11条                                     | d項 | 下位地方地域については、下位地域会議―下位地域指導部 |
| 11条                                     | e項 | 地域については、地域大会―地域指導部 |
| 11条                                     | f項 | 国土全域については、党大会―中央委員会 |
| 11条                                     | 注 経営細胞の次の上位の組織段階は細胞グループである。市区の大きさによっては、一つの市区の中に多くの細胞グループのあることもある。組織のこれ以上の区分は、組織の特別の状態と個々の地区の特殊の情勢に応じて規整されなければならない。 | |
| 1925年の第10回ドイツ共産党大会決定の規約 | | |

## 党の財政
共産党の金庫には「うなる程のルーブルがある」という噂があったが、リヒャルト・レヴィンゾーンは著書の中で「モスクワの中央部は、大きな特別行動のために時には資金を出すことはある。だがコミンテルンは、幾百万ルーブルという大金を浪費はしない。というのはコミンテルン自身の財政と言えども限られたものであって、モスクワからの比較的大きな援助は、急進的な労働者大衆がまだ組織されていないところへだけ向けられるのが常だからである」としてこの噂を否定している
共産党の財政は党費と寄付が主だったと見られる。党費は1923年には月額1時間分の賃金と規定されたが、1924年には三段階（20ペニヒ、15ペニヒ、5ペニヒの三段階）に分けられた。1925年にはさらに引き上げられる形で最低平均収入の1%と規定された。しかし共産党の党員は収入の少ない労働者や失業者が大半であるため、党費から得られる収入はさほど多くなかった。これに対して議員による党への拠金はかなりの金額に及んだ。共産党の国会議員は月々の750ライヒスマルクの歳費のうち約300ライヒスマルクを党会計に納入することが義務付けられていた。
募金からもかなりの金額を集めていた。特に選挙前になると党の各居住グループと地区が競い合うように党のシンパを使って募金の調達を行った。1928年5月の総選挙直前に党中央機関紙『ローテ・ファーネ』は「ベルリンで1万2547ライヒスマルクが集まった」と報じている。
さらに党は自営の企業群を保有していた。その重要なものは党機関紙にかかるもので、1923年10月時点で党は34の日刊紙と19の印刷所を持っていた。印刷所のうち16は党所有の建物の中に存在した。だが1929年に赤色戦線戦士同盟が非合法化された後、党指導部は国家による党財産の接収を恐れるようになり、党の主要財産、特に党機関紙と党本部カール・リープクネヒト・ハウスを守るために名目上の売却を行って「脱政治化」に着手した。その際に党本部と印刷所の価格は850万ライヒスマルクと評価されている。しかしこのような偽装も1933年に成立したナチ党政権には通用せず、結局党財産は接収されることになった。

## 党員について

### 党員に関する党規約
| 2条                                      | コミンテルンおよび共産党の綱領と規約を承認し、党の基本的下部組織の成員で、ここにおいて積極的に活動し、党内におけるコミンテルンの全ての決議に服従し、規則正しく党費を収める者は党員たりうる。 |
| 3条                                      | 新しい党員の採用は党細胞によってなされる。新採用は都市地区指導部もしくは地区指導部の確認を要する |
| 4条                                      | 他の政治組織のまとまったグループもしくは政治組織全体が共産党に入党しようとするときには中央委員会の決議による。 |
| 5条                                      | 勤務先を変更するときは経営細胞党員は、経営細胞指導部に報告すべき義務を負う。居住地の変更に際して党員は、細胞グループ指導部に報告すべき義務を有する。他州へ移住する際には党の中央委員会の許可を得なければならない。これに関する照会は党機関を通してなされる。                                                                                       |
| 42条                                     | 党規律違反は当該党組織の側での罰則をともなう。(略)個々の党員には次の罰則が適用される。党内戒告、外部への戒告、活動の停止、期限付き除名、決定的除名。 |
| 44条                                     | 党員除名の問題は当該党機関(細胞)の集会によってその上級の党指導部に提案される。除名決議は地域指導部が承認したのちに効力を発する。控訴は最高機関にまですることができる。除名の確認がなされるまでは、当該者は党活動を停止される。除名決議は通例党機関紙に公表される。除名された者の再入党は除名を行った組織が再入党を認めたときのみ為すことができる。 |
| 47条                                     | 党費は最低平均収入の1%とする。(以下略) |
| 48条                                     | 十分な理由を示すことなしに三か月にわたって党費を納入しない党員は、警告を行っても効果のないとき、離党したものと見做される。このことは党員集会および当該党員に通報される。 |
| 1925年の第10回ドイツ共産党大会決定の規約 | |

### 党員の職業考察

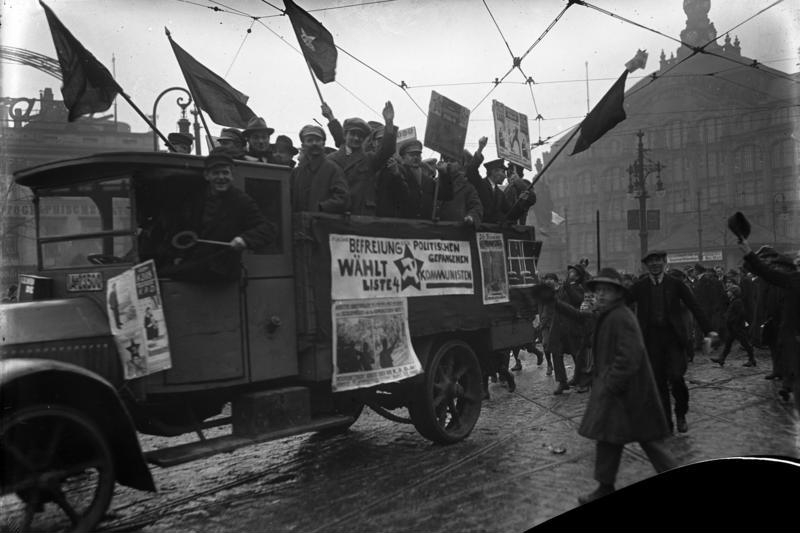
1924年12月の国会選挙で活動する共産党員たち

1929年の世界恐慌以前の共産党員は工場労働者を主として構成されていた。1927年の党員点検によれば党員の68%は工場労働者であったという。これは社民党の同比率より高い数字を示す。また党員の53%が被雇用者であったが、そのうち36%（つまり全党員の約19%）は従業員数50人以下の中小企業に属しており、従業員数1000人以上の大企業に属する党員は全党員の15%にとどまる。大企業の中における共産党の足場は極めて脆弱であった。
1929年の世界恐慌を期にこの状況は一変する。倒産や廃業から失業者党員が急増し、企業内の共産党員を狙い撃ちにした解雇も増えた。1931年末には党員のうち工場労働者はわずかに21%であり、失業者は78%に及んだ。更に1932年4月には失業者の割合は85%に達している。世界恐慌後の共産党は「労働者党」というより「失業者党」と化していた。この時期の社共対立も比較的裕福な労働者を支持基盤とする社民党と最貧層の失業者を支持基盤とする共産党の対立という側面があった。ただし世界恐慌以前から共産党には失業者が多い傾向があった（例えば1924年9月のベルリン＝ブランデンブルク地方の党員の四分の一は失業者であり、1925年の中部ライン地方の党員の50%が失業者だった）。
共産党は1931年まで被雇用者ではない党員の調査を行っていなかったが、これは党の重点はあくまで企業内にあるべきと党が考えていたためである。それがヴァイマル末期になって被雇用者ではない党員の調査を開始したことは、もはや党の重点は企業内にないことを党自身が認めたに他ならない。ただ失業者党員は25歳から40歳が中心を占めていたので、就労経験を持つ者が多かった。そのため法的には失業者であっても意識の上では自分を「労働者」と捉えている者が多かったといわれる。
フレヒトハイムはヴァイマル末期の共産党の極左コースは労働者よりも失業者を引き付け、飢えた失業者党員が党をさらに左に追いやっていたのではないかと推測しているが、ハルトマン・ヴンデラーは失業から直ちに特定の政治的な行動形態が生まれるわけではないとしてヴァイマル末期の共産党の急進的行動を失業者党員の増加から説明づけることに反対している。

### 党員の年齢層考察

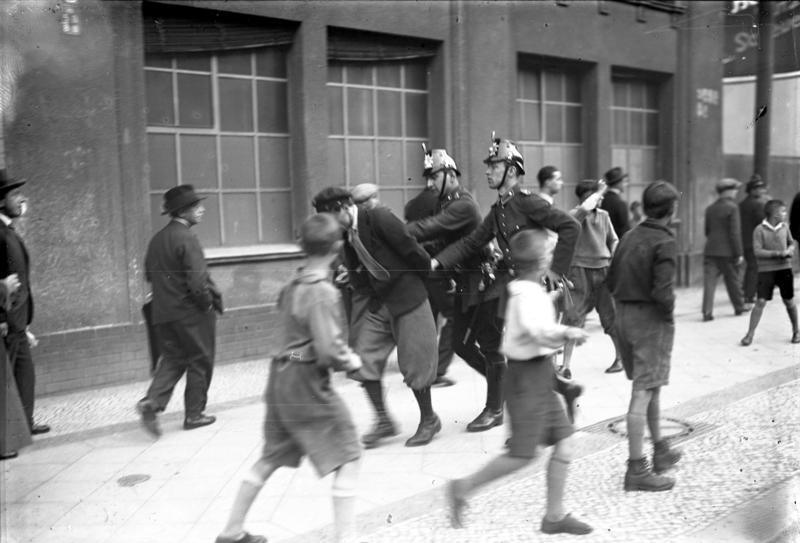
デモを起こして警察に逮捕される共産党員(1932年6月ベルリン)

共産党の党員は比較的若く、1927年時の全党員の中に占める30歳以下は31.8%、40歳以下は63.5%だった。これに対して帝政時代から活動している党員が多い社民党は党員高齢化が深刻化しており、社民党員のうち40歳以下の者の割合は44.6%（1930年時）に過ぎなかった。国会議員層を見ても社民党の国会議員の過半数が50代以上だったのに対し、共産党の議員で50代以上は1割にも満たなかった。
この傾向は右派側にもみられ、帝政時代からの伝統を引き継ぐ既存右派政党（国家人民党など）の党員は高齢化していたのに対し、ナチ党員は若者が多かった。
共産党とナチ党を比較すると、ナチ党の方がより若者が多い傾向があった。ナチ党は党員の69.9%が40歳以下（1933年時）であり、この数字は共産党を上回る。ナチ党は25歳以下の青年層からも根強い支持を受けたが、共産党は25歳以下については最もわずかな数しか組織できなかった。恐慌期に党員が急増していた時期でさえ25歳以下の青年層に党が異常に弱いという状況が変化することはなかった。

### 党員の性別的考察
共産党の党員中の女性の比率は10%を超えることはほとんどなく、最も高かった1929年末でも17%に留まる。また1933年までの全ての選挙で共産党に投票したのは男性が女性より20%多かった。党員と支持者どちらの構成から見ても共産党は圧倒的に「男性の党」だったと見ることができる。
共産党は「女性解放」を掲げて、男女の経済的・社会的・文化的・政治的な同権、妊産婦と母性の保護、中絶の自由、結婚生活における妻の自己決定権などを要求していたが、共産党が女性に受け入れられたとは言い難い。女性労働者の間では共産党に対する不安や恐怖感がきわめて根強かった。総じて労働者が共産党を忌避したのは解雇の不安が大きかったためと言われる。
党指導部は女性党員を積極的に党活動に参加させる必要性を繰り返し強調したものの、党員レベルでは自分の妻が家の外で働いたり、党集会に参加したり、政治に関わりを持つことを好まない人が多かった。ヴァイマル共和政期のドイツ社会は、一次大戦の戦時中の女性就労、1920年代に現れた所謂「新しい女性」の登場などによりジェンダーの混乱が見られた時期で、少なくない人々がその状況に不安を抱いていた。共産党の「女性解放」運動もそうした混乱に拍車をかける物として捉えられて忌避される傾向があった。
さらに共産党の党活動はストライキや街頭闘争(敵対政治勢力や警察との暴力闘争を伴う)を重視するものであるため、おのずと男性中心にならざるをえなかった。特に街頭闘争は完全に男性の暴力頼みの党活動なので女性から忌避されていたと見られる。

### 党員の地域的考察
共産党の勢力・党員構成は地区ごとに大きな差異があった。1929年時点で27の地区党のうち8か所（ベルリン＝ブランデンブルク、ハレ＝メルゼブルク、沿海地域、ライン下流、エルツ山地＝フォークトラント、ルール、西ザクセン、テューリンゲン）に党員の三分の二が集中していた。中部ドイツやライン＝ルール、ベルリン、ハンブルクといった人口が密集した工業地域に共産党員が多かったのだが、同時にそれらの地域には共産党反対派(KPD-O)も根を張っていた。

### 党員変動の激しさ
共産党は党員の出入りが激しい党であり、党指導部は絶えざる党員変動に悩まされた。
1920年に共産党と独立社民党左派が合同した際の党員36万人のうち、1927年まで党に残っていた者はわずかに11%である。世界恐慌後には党員変動はさらに激しくなる。例えば1930年1月時点での党員数は13万3000人であったが、この年に14万3000人の新規入党があったにもかかわらず、年末の党員数は18万人にとどまっている。すなわち約9万5000人が離党している計算になる。党の公式報告によっても、1931年には38%、1932年には54%の党員に変動があったことを認めている。
したがって共産党員は党歴の短い者が大半であった。1930年時の党員のうち党歴が1年以上ある者は2割にすぎなかった。これは党員が比較的長期にわたって在籍する社民党との大きな違いである。社民党では1930年時に党歴が1年未満の党員はわずかに8%だった。この差は反体制側大衆政党と体制側大衆政党の違いによると言われる。
毎年膨大な離党者が出ることは共産党指導部にとっても深刻な問題だったので、党組織の様々なレベルで離党理由の調査が行われた。それらの調査によれば離党理由で最も多いのは「金にならないから」だった。これは共産党入党者のうち少なくない数の者が何らかの経済的事情の好転を期待して入党したことを意味する。共産党への入党で就職が有利になるということはありえないため、党活動への参加に対する物質的な見返りがないこと、あるいは有給の党専従職員になる道が極めて狭き門だったことに対する不満だったと考えられる。
ナチ党の突撃隊は失業中の同志に対してバラックや簡単な給養の提供を行うことで知られていた。そのため共産党員の間にもそうした給付への期待感は強かったと思われる。党自身もあたかもそうした期待に応えられるかのようなプロパガンダを行っていた。しかし実際にはほとんど期待に応えることはできなかったため、直接的利益を期待して入党してきた者たちからはすぐに愛想をつかされてしまったのである。

### 党員数の変遷
1920年12月の共産党と独立社民党左派の合同により約30万人の独立社民党員が党員7万人の共産党に参加。これにより共産党ははじめて大衆政党と呼べる規模になった。しかしその後党員数は急速に減少・停滞していく。党員数の推定にはある程度ばらつきがあるものの、1923年以降長らく18万人を超えることがなかったという点では共通している。世界恐慌を経た後に党員の急増が始まり、1931年と1932年になってはじめて20万人ないし30万人に到達している。
| 日付       | 党員数    | 出典    |
| ---------- | --------- | ------- |
| 1919年3月  | 90,000人  | [ 265 ] |
| 1920年3月  | 50,000人  | [ 265 ] |
| 1920年10月 | 78,000人  | [ 265 ] |
| 1921年3月  | 359,000人 | [ 265 ] |
| 1922年3月  | 380,000人 | [ 265 ] |
| 1923年末   | 267,000人 | [ 265 ] |
| 1924年3月  | 180,000人 | [ 265 ] |
| 1924年末   | 180,000人 | [ 265 ] |
| 1927年1月  | 150,000人 | [ 265 ] |
| 1928年末   | 130,000人 | [ 265 ] |
| 1930年1月  | 133,000人 | [ 262 ] |
| 1930年9月  | 120,000人 | [ 265 ] |
| 1930年末   | 180,000人 | [ 262 ] |
| 1931年初頭 | 200,000人 | [ 265 ] |
| 1932年11月 | 360,000人 | [ 1 ]   |

## 選挙結果

### 国会（Reichstag）
ヴァイマル共和政期からナチス政権期の国民議会（Nationalversammlung、1919年時のみの議会名称）および国会（Reichstag）における共産党の党勢。
- 選挙制度は比例代表制[266]
- 選挙権は20歳以上の男女[266]

| 選挙日             | 得票        | 得票率 | 議席 (総議席)     | 順位  |
| ------------------ | ----------- | ------ | ----------------- | ----- |
| 1920年6月6日       | 589,454票   | 2.1%   | 4議席 (459議席)   | 第8党 |
| 1924年5月4日       | 3,693,280票 | 12.6%  | 62議席 (472議席)  | 第4党 |
| 1924年12月7日      | 2,709,086票 | 8.9%   | 45議席 (493議席)  | 第5党 |
| 1928年5月20日      | 3,264,793票 | 10.6%  | 54議席 (491議席)  | 第4党 |
| 1930年9月14日      | 4,590,160票 | 13.1%  | 77議席 (577議席)  | 第3党 |
| 1932年7月31日      | 5,282,636票 | 14.3%  | 89議席 (608議席)  | 第3党 |
| 1932年11月6日      | 5,980,239票 | 16.9%  | 100議席 (584議席) | 第3党 |
| 1933年3月5日       | 4,848,058票 | 12.3%  | 81議席 (647議席)  | 第3党 |
| 出典：Gonschior.de |             |        |                   |       |

### 大統領選挙（Reichspräsidentenwahl）
| 選挙日                  | 党の大統領候補         | 得票        | 得票率 | 結果 |
| ----------------------- | ---------------------- | ----------- | ------ | ---- |
| 1925年3月29日(一次投票) | エルンスト・テールマン | 1,871,815票 | 7.0%   | 落選 |
| 1925年4月26日(二次投票) | エルンスト・テールマン | 1,931,151票 | 6.4%   | 落選 |
| 1932年3月13日(一次投票) | エルンスト・テールマン | 4,938,341票 | 13.2%  | 落選 |
| 1932年4月10日(二次投票) | エルンスト・テールマン | 3,706,759票 | 10.2%  | 落選 |
| 出典：Gonschior.de      |                        |             |        |      |

### 連邦議会（Bundestag）
西ドイツの連邦議会（Bundestag）における共産党の党勢。
- 選挙制度は小選挙区比例代表併用制
- 選挙権は21歳以上の男女[267]

| 選挙日                 | 選挙区得票 比例得票 | 選挙区得票率 比例得票率 | 議席 (総議席)    | 順位   |
| ---------------------- | ------------------- | ----------------------- | ---------------- | ------ |
| 1949年8月14日          | 1,361,706票         | 5,7%                    | 15議席 (402議席) | 第6党  |
| 1953年9月6日           | 611,317票 607,860票 | 2.2%                    | 0議席 (509議席)  | 議席無 |
| 出典：Bundestagswahlen |                     |                         |                  |        |